# H. P. Lovecraft
Howard Phillips Lovecraft (Providence, 20 de agosto de 1890 – Providence, 15 de março de 1937) foi um escritor americano dos gêneros de weird fiction, ficção científica, fantasia e terror. Ele é mais conhecido por sua criação dos Cthulhu Mythos.[a]
Nascido em Providence, Rhode Island, Lovecraft passou a maior parte de sua vida na Nova Inglaterra. Após a institucionalização de seu pai em 1893, ele viveu ricamente até que a riqueza de sua família se dissipou após a morte de seu avô. Lovecraft viveu então com sua mãe, com segurança financeira reduzida, até sua institucionalização em 1919. Ele começou a escrever ensaios para a United Amateur Press Association e, em 1913, escreveu uma carta crítica para uma revista pulp que acabou levando ao seu envolvimento na ficção popular. Tornou-se ativo na comunidade de ficção especulativa e foi publicado em diversas revistas populares. Lovecraft mudou-se para a cidade de Nova York, casando-se com Sonia Greene em 1924, e mais tarde tornou-se o centro de um grupo mais amplo de autores conhecido como "Círculo de Lovecraft". Eles o apresentaram à Weird Tales, que se tornou sua editora mais proeminente. O tempo de Lovecraft em Nova York afetou seu estado mental e suas condições financeiras. Ele retornou a Providence em 1926 e produziu algumas de suas obras mais populares, incluindo The Call of Cthulhu, At the Mountains of Madness, The Shadow over Innsmouth e The Shadow Out of Time. Ele permaneceu ativo como escritor por 11 anos até sua morte por câncer intestinal, aos 46 anos.
O corpus literário de Lovecraft está enraizado no cosmicismo, que foi simultaneamente sua filosofia pessoal e o tema principal de sua ficção. O cosmismo postula que a humanidade é uma parte insignificante do cosmos e pode ser destruída a qualquer momento. Ele incorporou elementos de fantasia e ficção científica em suas histórias, representando a fragilidade percebida do antropocentrismo. Isso estava ligado às suas visões ambivalentes sobre o conhecimento. Suas obras foram em grande parte ambientadas em uma versão ficcional da Nova Inglaterra. O declínio civilizacional também desempenha um papel importante nas suas obras, pois ele acreditava que o Ocidente estava em declínio durante a sua vida. As primeiras visões políticas de Lovecraft eram conservadoras e tradicionalistas; além disso, ele manteve uma série de opiniões racistas durante grande parte de sua vida adulta. Após a Grande Depressão, as opiniões políticas de Lovecraft tornaram-se mais socialistas, embora permanecessem elitistas e aristocráticas.
Ao longo de sua vida adulta, Lovecraft nunca foi capaz de se sustentar com seus ganhos como autor e editor. Ele era praticamente desconhecido durante sua vida e foi publicado quase exclusivamente em revistas populares antes de sua morte. Um renascimento acadêmico do trabalho de Lovecraft começou na década de 1970, e ele é agora considerado um dos mais importantes autores de ficção de terror sobrenatural do século XX. Seguiram-se muitas adaptações diretas e sucessores espirituais. Obras inspiradas em Lovecraft, adaptações ou obras originais, começaram a formar a base do Cthulhu Mythos, que utiliza personagens, cenários e temas de Lovecraft.

## Biografia

### Juventude e tragédias familiares
Lovecraft nasceu na casa de sua família em 20 de agosto de 1890, em Providence, Rhode Island. Ele era o único filho de Winfield Scott Lovecraft e Sarah Susan (“Susie”; nascida Phillips) Lovecraft, ambos descendentes de ingleses.  A família de Susie tinha recursos substanciais na época do casamento, já que seu pai, Whipple Van Buren Phillips, estava envolvido em empreendimentos comerciais.  Em abril de 1893, após um episódio psicótico em um hotel de Chicago, Winfield foi internado no Butler Hospital em Providence. Seus registros médicos afirmam que ele “às vezes fazia e dizia coisas estranhas” durante um ano antes de seu compromisso.  A pessoa que relatou esses sintomas é desconhecida.  Winfield passou cinco anos em Butler antes de morrer em 1898. Seu atestado de óbito listou a causa da morte como paresia geral, termo sinônimo de sífilis em estágio avançado.  Ao longo de sua vida, Lovecraft afirmou que seu pai caiu em estado de paralisia, devido à insônia e ao excesso de trabalho, e assim permaneceu até sua morte. Não se sabe se Lovecraft foi simplesmente mantido ignorante sobre a doença de seu pai ou se suas declarações posteriores foram intencionalmente enganosas. 

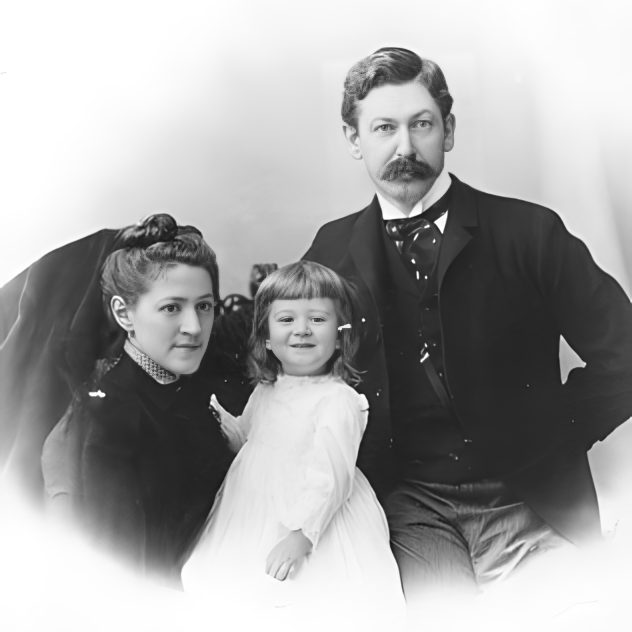
Sarah, Howard e Winfield Lovecraft em 1892

Após a institucionalização de seu pai, Lovecraft residiu na casa da família com sua mãe, suas tias maternas Lillian e Annie e seus avós maternos Whipple e Robie.  Segundo amigos da família, Susie adorava excessivamente o jovem Lovecraft, mimando-o e nunca o perdendo de vista.  Lovecraft mais tarde lembrou que sua mãe estava "permanentemente angustiada" após a doença de seu pai. Whipple se tornou uma figura paterna para Lovecraft nesta época. Lovecraft observou mais tarde que seu avô se tornou o "centro de todo o meu universo". Whipple, que viajava frequentemente para administrar seus negócios, mantinha correspondência por carta com o jovem Lovecraft que, aos três anos, já era proficiente em leitura e escrita. 
Whipple encorajou o jovem Lovecraft a apreciar a literatura, especialmente a literatura clássica e a poesia inglesa. Em sua velhice, ele ajudou a criar o jovem H.P. Lovecraft e o educou não apenas nos clássicos, mas também em contos estranhos e originais de "horrores alados" e "sons profundos, baixos e gemidos" que ele criou para o entretenimento de seu neto. As fontes originais dos contos estranhos de Phillips não são identificadas. O próprio Lovecraft adivinhou que eles se originaram de romancistas góticos como Ann Radcliffe, Matthew Lewis e Charles Maturin.  Foi durante esse período que Lovecraft conheceu algumas de suas primeiras influências literárias, como The Rime of the Ancient Mariner ilustrado por Gustave Doré, Mil e Uma Noites, Age of Fable de Thomas Bulfinch e Metamorfoses de Ovídio. 
Embora não haja nenhuma indicação de que Lovecraft fosse particularmente próximo de sua avó, Robie, a morte dela em 1896 teve um efeito profundo sobre ele. Segundo ele, isso deixou sua família “numa tristeza da qual nunca se recuperou totalmente”. Sua mãe e tias usavam vestidos pretos de luto que o “aterrorizavam”. Foi também nessa época que Lovecraft, com aproximadamente cinco anos e meio, começou a ter pesadelos que mais tarde influenciaram seus escritos de ficção. Especificamente, ele começou a ter pesadelos recorrentes com seres que ele chamava de "esqueléticos". Ele creditou sua aparência à influência das ilustrações de Doré, que "me giravam pelo espaço a uma velocidade doentia, ao mesmo tempo que me preocupavam e me impulsionavam com seus detestáveis tridentes". Trinta anos depois, os esquálidos apareceram na ficção de Lovecraft. 
As primeiras obras literárias conhecidas de Lovecraft foram escritas aos sete anos de idade e eram poemas que reestilizavam a Odisséia e outras histórias mitológicas greco-romanas.  Lovecraft escreveu mais tarde que durante sua infância ele teve uma fixação pelo panteão greco-romano e os aceitou brevemente como expressões genuínas da divindade, renunciando à sua educação cristã.  Ele lembrou, aos cinco anos de idade, que lhe disseram que Papai Noel não existia e respondeu perguntando por que "Deus não é igualmente um mito?"  Aos oito anos de idade, ele teve um grande interesse pelas ciências, particularmente pela astronomia e pela química. Ele também examinou os livros de anatomia que estavam na biblioteca da família, que lhe ensinaram as especificidades da reprodução humana que ainda não lhe foram explicadas. Como resultado, ele descobriu que isso “praticamente matou meu interesse pelo assunto”. 
Em 1902, de acordo com a correspondência posterior de Lovecraft, a astronomia tornou-se uma influência orientadora na sua visão de mundo. Começou a publicar o periódico Rhode Island Journal of Astronomy, utilizando o método de impressão hectográfica.  Lovecraft entrou e saiu da escola primária repetidamente, muitas vezes com professores particulares compensando os anos perdidos, perdendo tempo devido a problemas de saúde que não foram determinados. Nas suas recordações escritas, os seus pares descreveram-no como retraído, mas acolhedor para aqueles que partilhavam o seu fascínio pela astronomia, convidando-os a olhar através do seu premiado telescópio. 

### Educação e declínio financeiro
Em 1900, os vários negócios de Whipple estavam sofrendo uma recessão, o que resultou na lenta erosão da riqueza de sua família. Ele foi forçado a dispensar os empregados contratados de sua família, deixando Lovecraft, Whipple e Susie, sendo a única irmã solteira, sozinha na casa da família.  Na primavera de 1904, o maior empreendimento comercial de Whipple sofreu um fracasso catastrófico. Em poucos meses, ele morreu aos 70 anos devido a um derrame. Após a morte de Whipple, Susie não conseguiu sustentar financeiramente a manutenção da extensa casa da família no que restava da propriedade dos Phillips. Mais tarde naquele ano, ela foi forçada a se mudar para um pequeno duplex com o filho. 

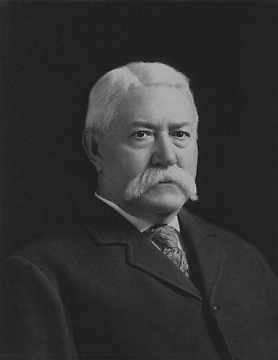
Whipple Van Buren Phillips

Lovecraft chamou essa época de uma das mais sombrias de sua vida, comentando em uma carta de 1934 que não via mais sentido em viver; ele considerou a possibilidade de cometer suicídio. A sua curiosidade científica e o desejo de saber mais sobre o mundo impediram-no de o fazer.  No outono de 1904, ele ingressou no ensino médio. Muito parecido com seus primeiros anos escolares, Lovecraft foi periodicamente afastado da escola por longos períodos pelo que ele chamou de "quase colapso". Ele disse, porém, que embora tivesse alguns conflitos com professores, gostou do ensino médio, tornando-se próximo de um pequeno círculo de amigos. Lovecraft também teve um bom desempenho acadêmico, destacando-se principalmente em química e física.  Além de uma pausa em 1904, ele também retomou a publicação do Rhode Island Journal of Astronomy, bem como iniciou o Scientific Gazette, que tratava principalmente de química.  Foi também durante este período que Lovecraft produziu a primeira das obras de ficção pelas quais mais tarde ficou conhecido, nomeadamente “The Beast in the Cave” e “The Alchemist”. 
Foi em 1908, antes do que teria sido sua formatura no ensino médio, que Lovecraft sofreu outra crise de saúde não identificada, embora este caso tenha sido mais grave do que suas doenças anteriores.  As circunstâncias e causas exatas permanecem desconhecidas. Os únicos registros diretos são a correspondência do próprio Lovecraft, na qual ele descreveu retrospectivamente o episódio como um "colapso nervoso" e "uma espécie de colapso", em uma carta culpando o estresse do ensino médio, apesar de gostar dele.  Em outra carta sobre os acontecimentos de 1908, ele observa: “Fui e sou vítima de intensas dores de cabeça, insônia e fraqueza nervosa geral que impedem minha aplicação contínua em qualquer coisa”. 
Embora Lovecraft afirmasse que iria estudar na Brown University após o ensino médio, ele nunca se formou e nunca mais frequentou a escola. Se Lovecraft sofria de uma doença física, mental ou alguma combinação delas, nunca foi determinado. Um relato de um colega de escola descreveu Lovecraft como exibindo "tiques terríveis" e que às vezes "ele estava sentado em sua cadeira e de repente se levantava e pulava". Harry K. Brobst, um professor de psicologia, examinou o relato e afirmou que a coreia menor era a causa provável dos sintomas infantis de Lovecraft, ao mesmo tempo que observou que os casos de coreia menor após a adolescência são muito raros.  Em suas cartas, Lovecraft reconheceu que sofreu crises de coreia quando criança.  Brobst arriscou ainda que o colapso de Lovecraft em 1908 foi atribuído a uma "crise de histeróide", um termo que se tornou sinônimo de depressão atípica.  Em outra carta sobre os acontecimentos de 1908, Lovecraft afirmou que "dificilmente suportava ver ou falar com alguém e gostava de isolar o mundo baixando as cortinas escuras e usando luz artificial". 

### Reconhecimento inicial
Poucas atividades de Lovecraft e Susie entre o final de 1908 e 1913 foram registradas.  Lovecraft descreveu a continuação constante de seu declínio financeiro, destacada pelo negócio falido de seu tio, que custou a Susie uma grande parte de sua riqueza já minguante.  Uma das amigas de Susie, Clara Hess, relembrou uma visita durante a qual Susie falava continuamente sobre Lovecraft ser "tão horrível que se escondia de todos e não gostava de andar nas ruas onde as pessoas pudessem observá-lo". Apesar dos protestos de Hess em contrário, Susie manteve esta postura.  Por sua vez, Lovecraft disse que considerava sua mãe “uma maravilha positiva de consideração”.  Um vizinho mais tarde apontou que o que os outros na vizinhança muitas vezes presumiam serem brigas barulhentas e noturnas entre mãe e filho, eram na verdade recitações de William Shakespeare, uma atividade que parecia encantar a ambos. 
Durante este período, Lovecraft reviveu seus anteriores periódicos científicos.  Ele se esforçou para se comprometer com o estudo da química orgânica, e Susie comprou o caro conjunto de química de vidro que ele queria.  Lovecraft descobriu que seus estudos eram prejudicados pela matemática envolvida, que ele considerava chata e causava dores de cabeça que o incapacitavam pelo resto do dia.  O primeiro poema não publicado por Lovecraft apareceu em um jornal local em 1912. Chamada de Providence in 2000 A.D., previa um futuro onde os americanos de ascendência inglesa fossem substituídos por imigrantes irlandeses, italianos, portugueses e judeus.  Neste período ele também escreveu poesia racista, incluindo "New-England Fallen" e "On the Creation of Niggers", mas não há indicação de que qualquer um deles tenha sido publicado durante sua vida. 
Em 1911, as cartas de Lovecraft aos editores começaram a aparecer em revistas populares e de ficção estranha, principalmente em Argosy.  Uma carta de 1913 criticando Fred Jackson, um dos escritores mais proeminentes de Argosy, iniciou Lovecraft no caminho que definiu o restante de sua carreira como escritor. Nas cartas seguintes, Lovecraft descreveu as histórias de Jackson como sendo "triviais, afeminadas e, em alguns lugares, grosseiras". Continuando, Lovecraft argumentou que os personagens de Jackson exibem "delicadas paixões e emoções próprias dos negros e dos macacos antropóides".  Isso gerou uma rivalidade de quase um ano na seção de cartas da revista entre os dois escritores e seus respectivos apoiadores. O oponente mais proeminente de Lovecraft foi John Russell, que frequentemente respondia em versos, e a quem Lovecraft se sentiu compelido a responder porque respeitava as habilidades de escrita de Russell.  O efeito mais imediato dessa rivalidade foi o reconhecimento obtido de Edward F. Daas, então editor-chefe da United Amateur Press Association (UAPA).  Daas convidou Russell e Lovecraft para se juntarem à organização e ambos aceitaram, Lovecraft em abril de 1914. 

### Rejuvenescimento e tragédia
Com o advento do United obtive uma renovada vontade de viver; um sentido renovado de existência como algo diferente de um peso supérfluo; e encontrei uma esfera na qual pude sentir que meus esforços não eram totalmente inúteis. Pela primeira vez pude imaginar que minhas tentativas desajeitadas em busca de arte eram um pouco mais do que gritos fracos perdidos no vazio silencioso.

—Lovecraft em 1921.
Lovecraft mergulhou no mundo do jornalismo amador durante a maior parte da década seguinte.  Durante este período, ele defendeu a superioridade do amadorismo sobre o comercialismo.  Lovecraft definiu o comercialismo como escrever para o que ele considerava publicações vulgares mediante pagamento. Isso contrastava com sua visão de "publicação profissional", que era o que ele chamava de escrever para periódicos e editoras que considerava respeitáveis. Ele pensava no jornalismo amador como uma prática para uma carreira profissional. 

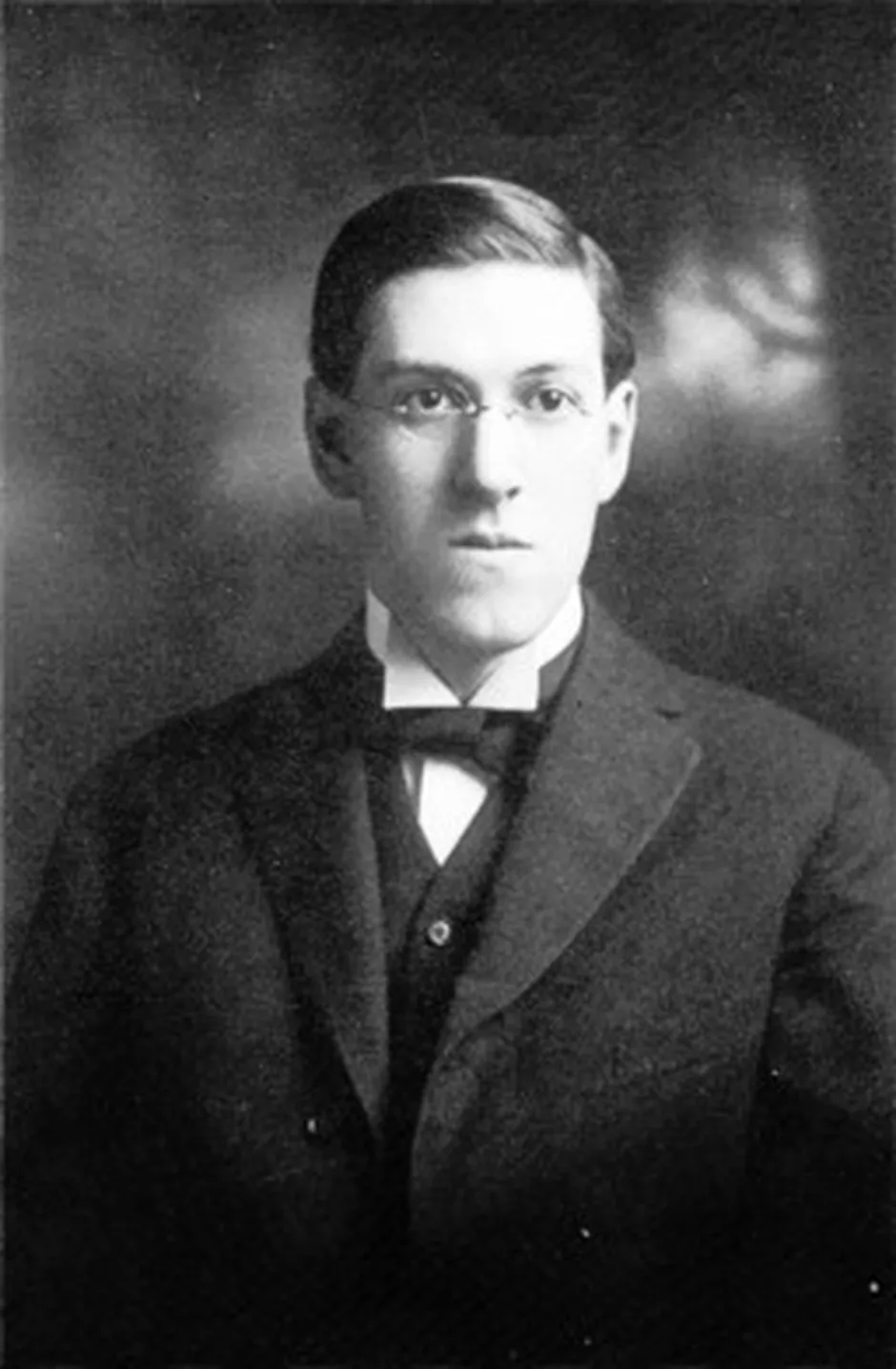
Lovecraft em 1915

Lovecraft foi nomeado presidente do Departamento de Crítica Pública da UAPA no final de 1914.  Ele usou essa posição para defender o que considerava a superioridade do uso arcaico da língua inglesa. Emblemático das opiniões anglofílicas que manteve ao longo de sua vida, ele criticou abertamente outros colaboradores da UAPA por seus "americanismos" e "gírias". Muitas vezes, estas críticas estavam incorporadas em declarações xenófobas e racistas de que a “língua nacional” estava a ser alterada negativamente pelos imigrantes.  Em meados de 1915, Lovecraft foi eleito vice-presidente da UAPA.  Dois anos depois, ele foi eleito presidente e nomeou outros membros do conselho que, em sua maioria, compartilhavam sua crença na supremacia do inglês britânico sobre o inglês americano moderno.  Outro evento significativo desta época foi o início da Primeira Guerra Mundial. Lovecraft publicou várias críticas ao governo americano e à relutância do público em se juntar à guerra para proteger a Inglaterra, que ele via como a pátria ancestral da América. 
Em 1916, Lovecraft publicou seu primeiro conto, "The Alchemist", no principal jornal da UAPA, o que se afastou de seus versos habituais. Devido ao incentivo de W. Paul Cook, outro membro da UAPA e futuro amigo de longa data, Lovecraft começou a escrever e publicar mais ficção em prosa.  Logo depois, escreveu “The Tomb” e “Dagon”.  "The Tomb", como o próprio Lovecraft admite, foi muito influenciado pelo estilo e estrutura das obras de Edgar Allan Poe.  Enquanto isso, "Dagon" é considerada a primeira obra de Lovecraft que apresenta os conceitos e temas pelos quais seus escritos mais tarde se tornaram conhecidos.  Lovecraft publicou outro conto, "Beyond the Wall of Sleep" em 1919, que foi sua primeira história de ficção científica. 
O mandato de Lovecraft como presidente da UAPA terminou em 1918, e ele retornou ao seu antigo cargo como presidente do Departamento de Crítica Pública.  Em 1917, como Lovecraft se relacionou com Kleiner, Lovecraft fez uma tentativa abortada de se alistar no Exército dos Estados Unidos. Embora tenha passado no exame físico,  ele disse a Kleiner que sua mãe ameaçou fazer qualquer coisa, legal ou não, para provar que ele estava inapto para o serviço.  Após sua tentativa fracassada de servir na Primeira Guerra Mundial, ele tentou se alistar na Guarda Nacional do Exército de Rhode Island, mas sua mãe usou suas conexões familiares para impedir isso. 
Durante o inverno de 1918–1919, Susie, apresentando sintomas de colapso nervoso, foi morar com sua irmã mais velha, Lillian. A natureza da doença de Susie não é clara, pois seus documentos médicos foram posteriormente destruídos em um incêndio no Hospital Butler.  Winfield Townley Scott, que leu os jornais antes do incêndio, descreveu Susie como tendo sofrido um colapso psicológico.  A vizinha e amiga Clara Hess, entrevistada em 1948, relembrou casos em que Susie descreveu "criaturas estranhas e fantásticas que saíam correndo de trás dos edifícios e dos cantos à noite".  No mesmo relato, Hess descreveu uma época em que eles se cruzaram no centro de Providence e Susie não sabia onde ela estava.  Em março de 1919, ela foi internada no Hospital Butler, como seu marido antes dela.  A reação imediata de Lovecraft ao compromisso de Susie foi visceral, escrevendo a Kleiner que "a existência parece de pouco valor" e que ele desejava "que pudesse terminar".  Durante o tempo de Susie em Butler, Lovecraft a visitava periodicamente e caminhava com ela pelos grandes terrenos. 
O final de 1919 viu Lovecraft se tornar mais extrovertido. Após um período de isolamento, começou a reunir amigos em viagens para encontros de escritores; a primeira foi uma palestra em Boston apresentada por Lord Dunsany, que Lovecraft havia recentemente descoberto e idolatrado.  No início de 1920, em uma convenção de escritores amadores, ele conheceu Frank Belknap Long, que acabou sendo o confidente mais influente e mais próximo de Lovecraft pelo resto de sua vida.  A influência de Dunsany é aparente em sua produção de 1919, que faz parte do que mais tarde foi chamado de Dream Cycle de Lovecraft, incluindo "The White Ship" e "The Doom That Came to Sarnath".  No início de 1920, escreveu "The Cats of Ulthar" e "Celephaïs", que também foram fortemente influenciados por Dunsany. 
Foi mais tarde, em 1920, que Lovecraft começou a publicar as primeiras histórias dos Mitos de Cthulhu. Os Mitos de Cthulhu, um termo cunhado por autores posteriores, abrange as histórias de Lovecraft que compartilham uma semelhança na revelação da insignificância cósmica, cenários inicialmente realistas e entidades e textos recorrentes.  O poema em prosa "Nyarlathotep" e o conto "The Crawling Chaos", em colaboração com Winifred Virginia Jackson, foram escritos no final de 1920.  Em seguida, no início de 1921, veio “The Nameless City”, a primeira história que se enquadra definitivamente nos Mitos de Cthulhu. Nele está uma das frases mais duradouras de Lovecraft, um dístico recitado por Abdul Alhazred; "Não está morto aquele que pode mentir eternamente; E com eras estranhas até a morte pode morrer."  No mesmo ano, ele também escreveu "The Outsider", que se tornou uma das histórias mais analisadas e interpretadas de forma diferente de Lovecraft.  Foi interpretado de várias maneiras como sendo autobiográfico, uma alegoria da psique, uma paródia da vida após a morte, um comentário sobre o lugar da humanidade no universo e uma crítica ao progresso. 
Em 24 de maio de 1921, Susie morreu no Hospital Butler, devido a complicações de uma operação na vesícula biliar cinco dias antes.  A reação inicial de Lovecraft, expressa em uma carta escrita nove dias após a morte de Susie, foi um profundo estado de tristeza que o paralisou física e emocionalmente. Ele novamente expressou o desejo de que sua vida pudesse acabar.  A resposta posterior de Lovecraft foi de alívio, pois ele conseguiu viver independentemente de sua mãe. Sua saúde física também começou a melhorar, embora ele não soubesse a causa exata.  Apesar da reação de Lovecraft, ele continuou a frequentar convenções de jornalistas amadores. Lovecraft conheceu sua futura esposa, Sonia Greene, em uma dessas convenções em julho. 

### Casamento e Nova York

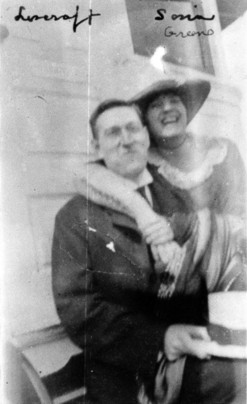
Lovecraft e Sonia Greene em 5 de julho de 1921

As tias de Lovecraft desaprovavam seu relacionamento com Sonia. Lovecraft e Greene se casaram em 3 de março de 1924 e se mudaram para seu apartamento no Brooklyn, na 259 Parkside Avenue; ela achava que ele precisava deixar a Providência para florescer e estava disposta a apoiá-lo financeiramente.  Greene, que já foi casada, disse mais tarde que Lovecraft teve um desempenho satisfatório como amante, mas ela teve que tomar a iniciativa em todos os aspectos do relacionamento. Ela atribuiu a natureza passiva de Lovecraft à educação estupidificante de sua mãe.  O peso de Lovecraft aumentou para 91kg na comida caseira de sua esposa. 
Ele ficou encantado com a cidade de Nova York e, no que foi informalmente apelidado de Kalem Club, adquiriu um grupo de amigos intelectuais e literários encorajadores que o incentivaram a enviar histórias para Weird Tales. Seu editor, Edwin Baird, aceitou muitas das histórias de Lovecraft para a publicação em dificuldades, incluindo "Under the Pyramids", que foi escrita por fantasmas para Harry Houdini.  Estabelecido informalmente alguns anos antes de Lovecraft chegar a Nova York, os principais membros do Kalem Club eram o romancista de aventuras masculino Henry Everett McNeil, o advogado e escritor anarquista James Ferdinand Morton Jr., e o poeta Reinhardt Kleiner. 
Em 1º de janeiro de 1925, Sonia mudou-se de Parkside para Cleveland em resposta a uma oportunidade de emprego, e Lovecraft partiu para um pequeno apartamento no primeiro andar na 169 Clinton Street "nos limites de Red Hook" - um local que o incomodou muito.  Mais tarde naquele ano, os quatro participantes regulares do Kalem Club juntaram-se a Lovecraft, juntamente com seu protegido Frank Belknap Long, o livreiro George Willard Kirk e Samuel Loveman.  Loveman era judeu, mas ele e Lovecraft tornaram-se amigos íntimos, apesar das atitudes antissemitas deste último.  Na década de 1930, o escritor e editor Herman Charles Koenig foi um dos últimos a se envolver com o Kalem Club. 
Não muito depois do casamento, Greene perdeu seu negócio e seus bens desapareceram na falência de um banco.  Lovecraft fez esforços para sustentar sua esposa por meio de empregos regulares, mas sua falta de experiência profissional anterior significava que ele não tinha habilidades comercializáveis comprovadas.  O editor de Weird Tales estava tentando tornar lucrativa a revista deficitária e ofereceu o cargo de editor a Lovecraft, que recusou, citando sua relutância em se mudar para Chicago por motivos estéticos.  Baird foi sucedido por Farnsworth Wright, cuja escrita Lovecraft criticou. As propostas de Lovecraft foram frequentemente rejeitadas por Wright. Isso pode ter sido parcialmente devido às diretrizes de censura impostas após uma história de Weird Tales que sugeria necrofilia, embora após a morte de Lovecraft, Wright tenha aceitado muitas das histórias que havia originalmente rejeitado. 
Sonia também ficou doente e imediatamente após se recuperar, mudou-se para Cincinnati, e depois para Cleveland; seu emprego exigia viagens constantes.  Somado a seus sentimentos de fracasso em uma cidade com uma grande população imigrante, o apartamento de um quarto de Lovecraft foi assaltado, deixando-o apenas com as roupas que vestia.  Em agosto de 1925, ele escreveu "The Horror at Red Hook" e "He".  Neste último, o narrador diz: "Minha vinda para Nova York foi um erro; pois enquanto eu procurava por admiração e inspiração comoventes [...], encontrei apenas uma sensação de horror e opressão que ameaçava dominar, paralisar e me aniquilar."  Esta foi uma expressão de seu desespero por estar em Nova York.  Foi nessa época que ele escreveu o esboço de “The Call of Cthulhu”, com o tema da insignificância de toda a humanidade.  Durante esse tempo, Lovecraft escreveu "Supernatural Horror in Literature" sobre o assunto de mesmo nome. Mais tarde, tornou-se um dos ensaios mais influentes sobre terror sobrenatural.  Com uma mesada semanal enviada por Greene, Lovecraft mudou-se para uma área de classe trabalhadora de Brooklyn Heights, onde residiu em um minúsculo apartamento. Ele perdeu aproximadamente 18kg de peso corporal em 1926, quando partiu para Providence. 

### Retorno à Providence e morte

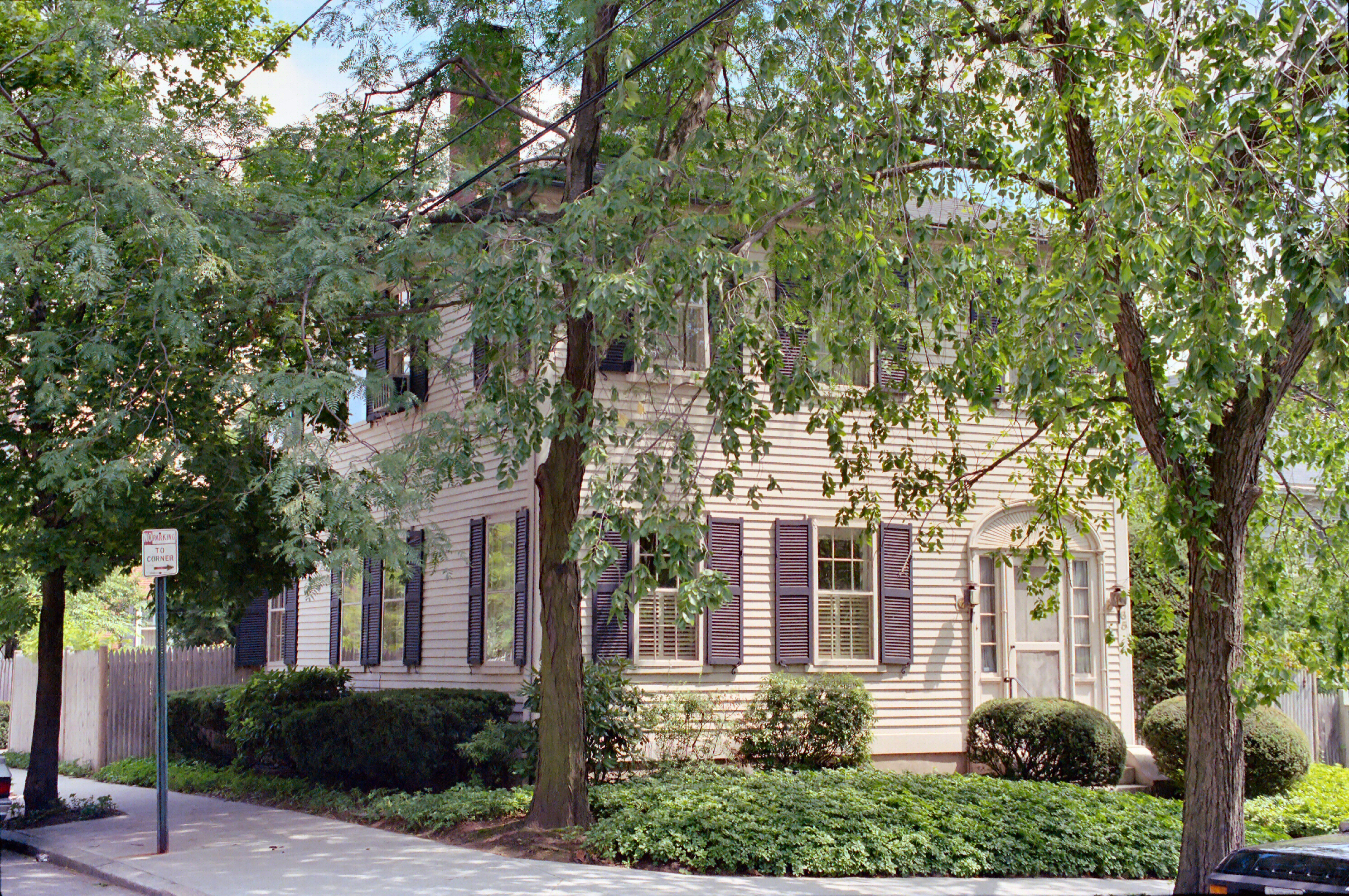
A última casa de Lovecraft, de maio de 1933 até 10 de março de 1937

De volta a Providence, Lovecraft viveu com suas tias em uma "espaçosa casa vitoriana de madeira marrom" na 10 Barnes Street até 1933.  Ele então se mudou para 66 Prospect Street, que se tornou sua última casa. [b]  O período que começa após seu retorno a Providence contém algumas de suas obras mais proeminentes, incluindo The Dream-Quest of Unknown Kadath, The Case of Charles Dexter Ward, "The Call of Cthulhu" e The Shadow over Innsmouth.  As duas primeiras histórias são parcialmente autobiográficas, já que os estudiosos argumentaram que The Dream-Quest of Unknown Kadath é sobre o retorno de Lovecraft à Providence e The Case of Charles Dexter Ward é, em parte, sobre a própria cidade.  A história anterior também representa um repúdio parcial à influência de Dunsany, já que Lovecraft decidiu que seu estilo não lhe veio naturalmente.  Nessa época, ele revisou frequentemente trabalhos para outros autores e escreveu uma grande quantidade de ghostwriting, incluindo The Mound, "Winged Death" e "The Diary of Alonzo Typer". O cliente Harry Houdini foi elogioso e tentou ajudar Lovecraft apresentando-o ao chefe de um sindicato de jornais. Os planos para um novo projeto, um livro intitulado The Cancer of Superstition, foram encerrados com a morte de Houdini em 1926.  Depois de retornar, ele também começou a fazer viagens de antiquário pela costa leste durante os meses de verão.  Durante a primavera-verão de 1930, Lovecraft visitou, entre outros locais, a cidade de Nova York, Brattleboro, Vermont, Wilbraham, Massachusetts, Charleston, Carolina do Sul e a Cidade de Quebec. [c] 
Mais tarde, em agosto, Robert E. Howard escreveu uma carta para Weird Tales elogiando uma então recente reimpressão de "The Rats in the Walls" de Lovecraft e discutindo algumas das referências gaélicas usadas nela.  Seu editor, Farnsworth Wright, encaminhou a carta a Lovecraft, que respondeu positivamente a Howard, e logo os dois escritores iniciaram uma vigorosa correspondência que durou pelo resto da vida de Howard.  Howard rapidamente se tornou membro do Círculo de Lovecraft, um grupo de escritores e amigos todos ligados através da volumosa correspondência de Lovecraft, enquanto ele apresentava seus muitos amigos com ideias semelhantes uns aos outros e os encorajava a compartilhar suas histórias, utilizar as criações ficcionais uns dos outros e ajudem-se mutuamente a ter sucesso no campo da ficção popular. 
Enquanto isso, Lovecraft produzia cada vez mais trabalhos que não lhe traziam remuneração.  Afetando uma calma indiferença à recepção de suas obras, Lovecraft era na realidade extremamente sensível às críticas e facilmente precipitado em retraimento. Ele era conhecido por desistir de tentar vender uma história depois que ela foi rejeitada uma vez.  Às vezes, como aconteceu com The Shadow over Innsmouth, ele escreveu uma história que poderia ter sido comercialmente viável, mas não tentou vendê-la. Lovecraft até ignorou os editores interessados. Ele não respondeu quando alguém perguntou sobre qualquer romance que Lovecraft pudesse ter preparado: embora ele tivesse concluído tal obra, O Caso de Charles Dexter Ward, ela nunca foi datilografada.  Alguns anos depois de Lovecraft se mudar para Providence, ele e sua esposa Sonia Greene, tendo vivido separados por tanto tempo, concordaram com um divórcio amigável. Greene mudou-se para a Califórnia em 1933 e casou-se novamente em 1936, sem saber que Lovecraft, apesar de ter garantido o contrário, nunca assinou oficialmente o decreto final. 
Como resultado da Grande Depressão, ele mudou para o socialismo, condenando tanto as suas crenças políticas anteriores como a crescente onda de fascismo.  Ele pensava que o socialismo era um meio-termo viável entre o que ele via como os impulsos destrutivos tanto dos capitalistas como dos marxistas da sua época. Isto baseou-se numa oposição geral à convulsão cultural, bem como no apoio a uma sociedade ordenada. Eleitoralmente, apoiou Franklin D. Roosevelt, mas achava que o New Deal não era suficientemente esquerdista. O apoio de Lovecraft baseou-se na sua opinião de que nenhum outro conjunto de reformas era possível naquela época. 

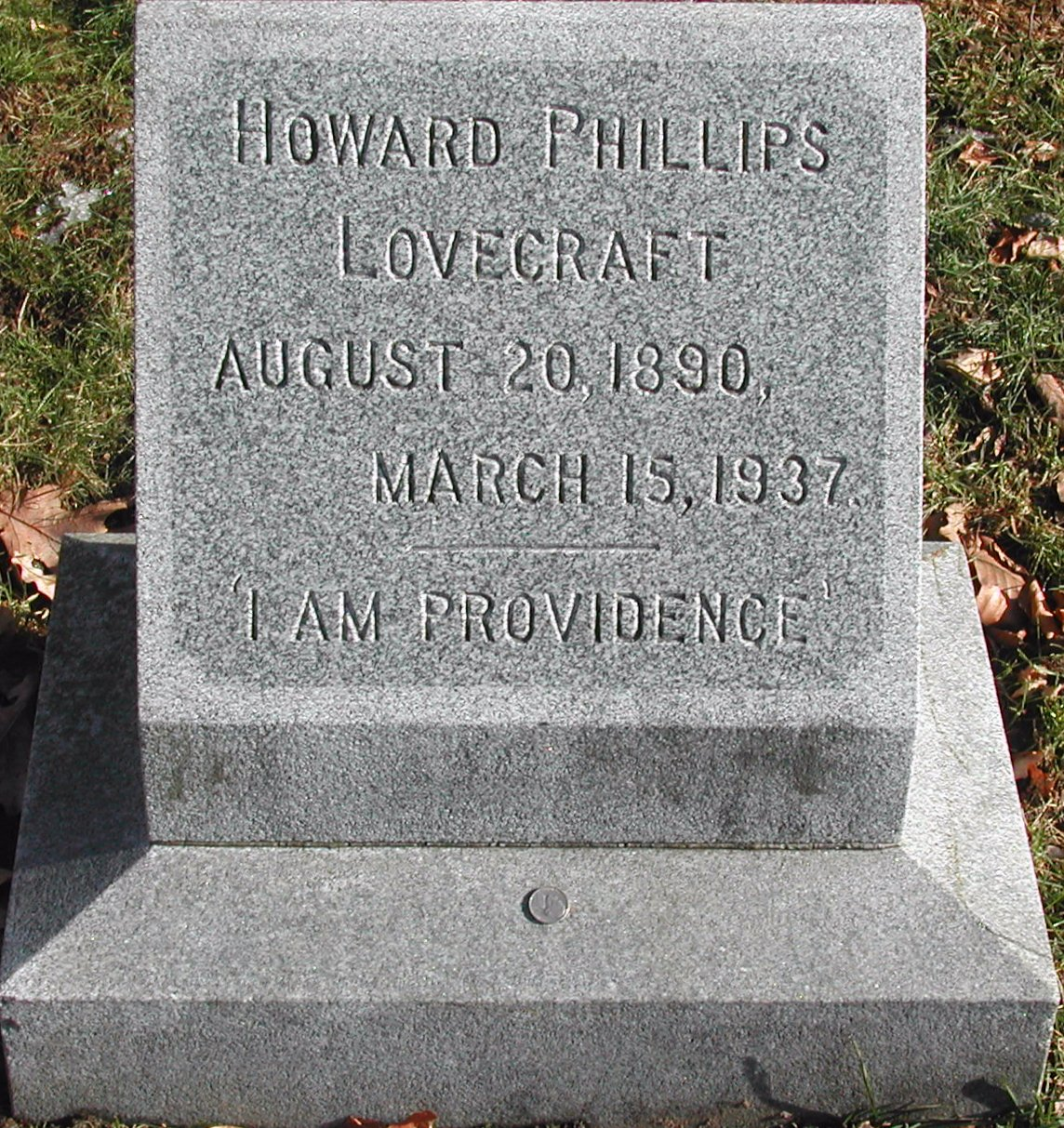
Lápide de H.P. Lovecraft

No final de 1936, ele testemunhou a publicação de The Shadow over Innsmouth como um livro de bolso. [d] 400 exemplares foram impressos e o trabalho foi anunciado em Weird Tales e em diversas revistas de fãs. No entanto, Lovecraft não gostou, pois este livro estava repleto de erros que exigiam extensa edição. Vendeu lentamente e apenas aproximadamente 200 cópias foram encadernadas. As 200 cópias restantes foram destruídas depois que a editora fechou as portas sete anos depois. A essa altura, a carreira literária de Lovecraft estava chegando ao fim. Pouco depois de ter escrito seu último conto original, "The Haunter of the Dark", afirmou que a recepção hostil de At the Mountains of Madness fez "mais do que qualquer coisa para encerrar minha efetiva carreira ficcional". Seu declínio psicológico e físico tornou impossível para ele continuar escrevendo ficção. 
Em 11 de junho, Robert E. Howard foi informado de que sua mãe, com doença crônica, não acordaria do coma. Ele foi até o carro e suicidou-se com uma pistola que guardava lá. Sua mãe morreu pouco depois.  Isso afetou profundamente Lovecraft, que consolou o pai de Howard por meio de correspondência. Quase imediatamente após ouvir sobre a morte de Howard, Lovecraft escreveu um breve livro de memórias intitulado "In Memoriam: Robert Ervin Howard", que distribuiu aos seus correspondentes.  Enquanto isso, a saúde física de Lovecraft piorava. Ele sofria de uma doença que chamava de “grippe”. [e] 
Devido ao medo dos médicos, Lovecraft só foi examinado um mês antes de sua morte. Depois de consultar um médico, ele foi diagnosticado com câncer terminal no intestino delgado.  Ele foi hospitalizado no Jane Brown Memorial Hospital e viveu com dores constantes até sua morte em 15 de março de 1937, em Providence. De acordo com sua curiosidade científica ao longo da vida, ele manteve um diário de sua doença até ficar fisicamente incapaz de segurar uma caneta.  Após um pequeno funeral, Lovecraft foi enterrado no Cemitério de Swan Point e listado ao lado de seus pais no monumento da família Phillips.  Em 1977, os fãs ergueram uma lápide no mesmo cemitério onde inscreveram seu nome, as datas de seu nascimento e morte e a frase "EU SOU PROVIDENCE" - um verso de uma de suas cartas pessoais. 

## Opiniões

### Política

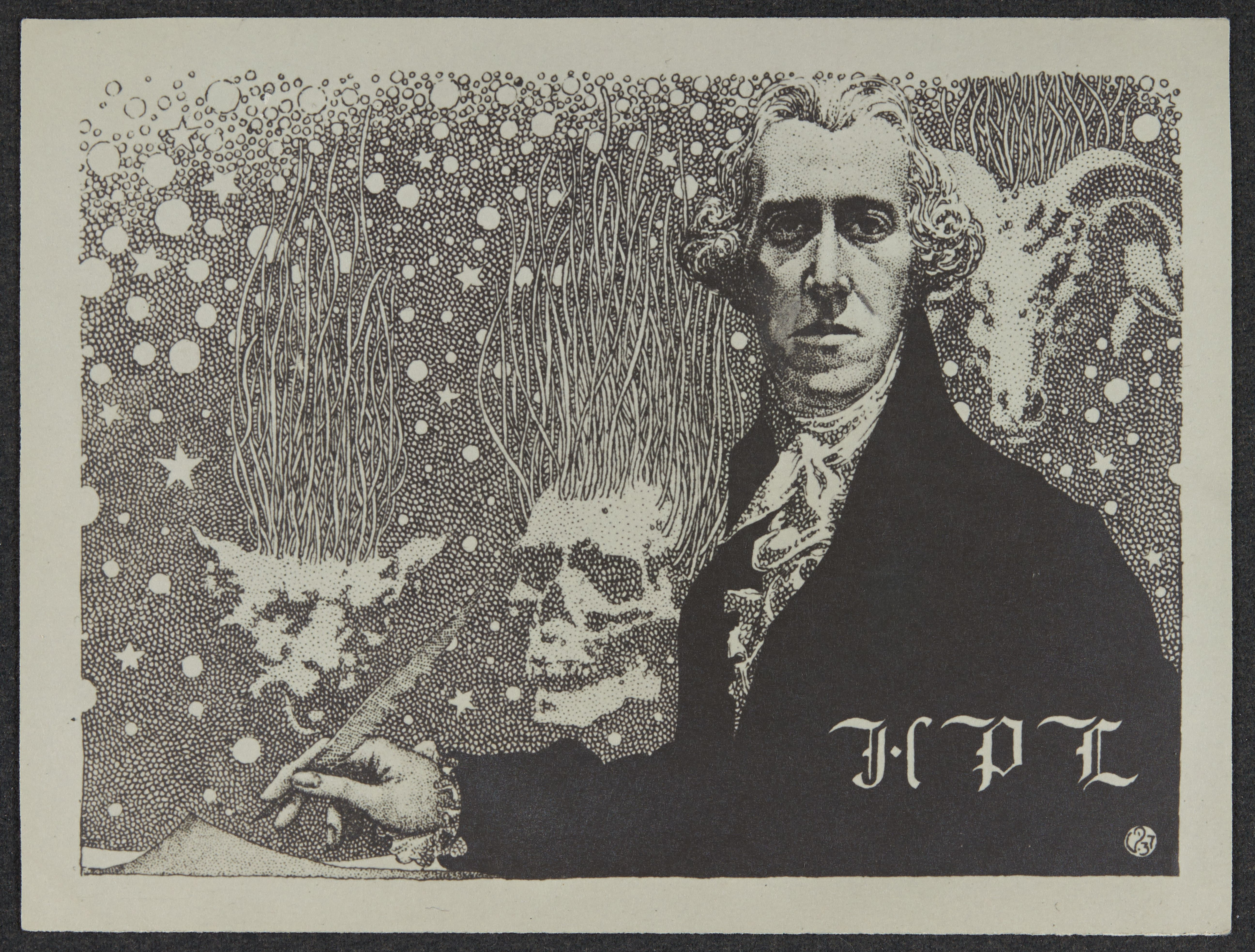
H.P. Lovecraft como um cavalheiro do século XVIII, de Virgil Finlay

Lovecraft começou sua vida como Tory,  o que provavelmente foi o resultado de sua educação conservadora. Sua família apoiou o Partido Republicano durante toda a sua vida. Embora não esteja claro quão consistentemente ele votou, ele votou em Herbert Hoover nas eleições presidenciais dos EUA em 1928.  Rhode Island como um todo permaneceu politicamente conservador e republicano na década de 1930.  O próprio Lovecraft era um anglófilo que apoiava a monarquia britânica. Ele se opôs à democracia e pensava que os Estados Unidos deveriam ser governados por uma aristocracia. Esse ponto de vista surgiu durante sua juventude e perdurou até o final da década de 1920.  Durante a Primeira Guerra Mundial, sua anglofilia fez com que ele apoiasse fortemente a Entente contra as Potências Centrais. Muitos de seus primeiros poemas foram dedicados a assuntos políticos da época, e ele publicou vários ensaios políticos em seu jornal amador, The Conservative.  Ele era um abstêmio que apoiou a implementação da Lei Seca, que foi uma das poucas reformas que apoiou durante o início de sua vida.  Embora permanecesse abstêmio, mais tarde ele se convenceu de que a Lei Seca era ineficaz na década de 1930.  Sua justificativa pessoal para seus primeiros pontos de vista políticos baseava-se principalmente na tradição e na estética. 
Como resultado da Grande Depressão, Lovecraft reexaminou suas opiniões políticas.  Inicialmente, ele pensou que as pessoas ricas assumiriam as características de sua aristocracia ideal e resolveriam os problemas da América. Quando isso não ocorreu, ele se tornou socialista. Esta mudança foi causada pela sua observação de que a Depressão estava a prejudicar a sociedade americana. Também foi influenciado pelo aumento do capital político do socialismo durante a década de 1930. Um dos pontos principais do socialismo de Lovecraft era a sua oposição ao marxismo soviético, pois pensava que uma revolução marxista traria a destruição da civilização americana. Lovecraft pensava que uma aristocracia intelectual precisava ser formada para preservar a América.  Seu sistema político ideal é descrito em seu ensaio de 1933, "Some Repetitions on the Times". Lovecraft usou este ensaio para ecoar as propostas políticas que foram feitas ao longo das últimas décadas. Neste ensaio, ele defende o controlo governamental da distribuição de recursos, menos horas de trabalho e salários mais elevados, bem como seguro-desemprego e pensões de velhice. Ele também descreve a necessidade de uma oligarquia de intelectuais. Na sua opinião, o poder precisava de ser restrito àqueles que são suficientemente inteligentes e educados.  Ele usava frequentemente o termo "fascismo" para descrever esta forma de governo, mas, segundo S. T. Joshi, tinha pouca semelhança com essa ideologia. 
Lovecraft tinha opiniões variadas sobre as figuras políticas de sua época. Ele foi um fervoroso defensor de Franklin D. Roosevelt.  Ele percebeu que Roosevelt estava tentando traçar um caminho intermediário entre os conservadores e os revolucionários, o que ele aprovou. Embora pensasse que Roosevelt deveria ter promulgado políticas mais progressistas, chegou à conclusão de que o New Deal era a única opção realista para a reforma. Ele achava que votar nos seus oponentes da esquerda política era um esforço desperdiçado.  Internacionalmente, como muitos americanos, ele inicialmente expressou apoio a Adolf Hitler. Mais especificamente, ele pensava que Hitler preservaria a cultura alemã. No entanto, ele pensava que as  políticas raciais de Hitler deveriam ser baseadas na cultura e não na descendência. Há evidências de que, no final da vida, Lovecraft começou a se opor a Hitler. Harry K. Brobst, vizinho de Lovecraft, foi para a Alemanha e testemunhou judeus sendo espancados. Lovecraft e sua tia ficaram irritados com isso, e suas discussões sobre Hitler cessaram após esse ponto. 

### Ateísmo
Lovecraft era ateu. Seus pontos de vista sobre religião são descritos em seu ensaio de 1922 "A Confession of Unfaith". Neste ensaio, ele descreve sua mudança do protestantismo de seus pais para o ateísmo de sua idade adulta. Lovecraft foi criado por uma família protestante conservadora. Ele foi apresentado à Bíblia e ao Papai Noel quando tinha dois anos. Ele aceitou passivamente os dois. Ao longo dos anos seguintes, ele foi apresentado aos Contos de Grimm e As Mil e Uma Noites, favorecendo o último. Em resposta, Lovecraft assumiu a identidade de "Abdul Alhazred", nome que mais tarde usou para o autor do Necronomicon.  Lovecraft passou por um breve período como pagão greco-romano logo depois.  Segundo esse relato, seu primeiro momento de ceticismo ocorreu antes de seu quinto aniversário, quando questionou se Deus é um mito ao saber que Papai Noel não é real. Em 1896, ele foi apresentado aos mitos greco-romanos e tornou-se "um genuíno pagão". 
Isso chegou ao fim em 1902, quando Lovecraft foi apresentado ao espaço. Mais tarde, ele descreveu esse evento como o mais comovente de sua vida. Em resposta a esta descoberta, Lovecraft começou a estudar astronomia e descreveu suas observações no jornal local.  Antes de completar treze anos, ele se convenceu da impermanência da humanidade. Aos dezessete anos, ele já havia lido escritos detalhados que concordavam com sua visão de mundo. Lovecraft deixou de escrever positivamente sobre o progresso, desenvolvendo em vez disso sua filosofia cósmica posterior. Apesar de seu interesse pela ciência, ele tinha aversão à literatura realista, por isso se interessou por ficção fantástica. Lovecraft tornou-se pessimista quando ingressou no jornalismo amador em 1914. A Primeira Guerra Mundial pareceu confirmar seus pontos de vista. Ele começou a desprezar o idealismo filosófico. Lovecraft começou a discutir e debater seu pessimismo com seus pares, o que lhe permitiu solidificar sua filosofia. Suas leituras de Friedrich Nietzsche e H. L. Mencken, entre outros escritores pessimistas, promoveram esse desenvolvimento. Ao final de seu ensaio, Lovecraft afirma que tudo o que desejava era o esquecimento. Ele estava disposto a deixar de lado qualquer ilusão que ainda pudesse ter. 

### Raça
Raça é o aspecto mais controverso do legado de Lovecraft, expresso em muitos comentários depreciativos contra raças e culturas não anglo-saxãs em suas obras. Os estudiosos argumentaram que estas atitudes raciais eram comuns na sociedade americana de sua época, particularmente na Nova Inglaterra.  À medida que envelhecia, a sua visão de mundo racial original tornou-se classista e elitista, que considerava os membros não-brancos da classe alta como membros honorários da raça superior. Lovecraft era um supremacista branco.  Apesar disso, ele não tinha a mesma consideração por todos os brancos, mas sim pelos ingleses e descendentes de ingleses.  Em seus primeiros ensaios publicados, cartas privadas e declarações pessoais, ele defendeu uma linha de cores forte para preservar a raça e a cultura.  Seus argumentos foram apoiados por depreciações de várias raças em seu jornalismo e cartas, e alegoricamente em algumas de suas obras de ficção que retratam a miscigenação entre humanos e criaturas não humanas.  Isto é evidente em sua representação dos Abissais em The Shadow over Innsmouth. Seu cruzamento com a humanidade é enquadrado como um tipo de miscigenação que corrompe tanto a cidade de Innsmouth quanto o protagonista. 
Inicialmente, Lovecraft mostrou simpatia pelas minorias que adotaram a cultura ocidental, chegando ao ponto de se casar com uma judia que ele considerava "bem assimilada".  Na década de 1930, as opiniões de Lovecraft sobre etnia e raça foram moderadas.  Ele apoiou a preservação das culturas nativas pelas etnias; por exemplo, ele pensava que "um verdadeiro amigo da civilização deseja apenas tornar os alemães mais alemães, os franceses mais franceses, os espanhóis mais espanhóis, etc.".  Isto representou uma mudança em relação ao seu apoio anterior à assimilação cultural. Sua mudança foi parcialmente resultado de sua exposição a diferentes culturas através de suas viagens e círculo. O primeiro resultou nele escrevendo positivamente sobre as tradições culturais quebequenses e das Primeiras Nações em seu diário de viagem de Quebec.  No entanto, isso não representou uma eliminação completa dos seus preconceitos raciais. 

## Influências
Seu interesse por weird fiction começou na infância, quando seu avô, que preferia histórias góticas, lhe contava histórias de sua própria autoria.  A casa de infância de Lovecraft, na Angell Street, tinha uma grande biblioteca que continha literatura clássica, obras científicas e primeiras ficções estranhas. Aos cinco anos, Lovecraft gostava de ler Mil e Uma Noites, e estava lendo Nathaniel Hawthorne um ano depois.  Ele também foi influenciado pela literatura de viagens de John Mandeville e Marco Polo.  Isso o levou à descoberta de lacunas na ciência então contemporânea, que impediram Lovecraft de cometer suicídio em resposta à morte de seu avô e ao declínio da situação financeira de sua família durante sua adolescência.  Esses diários de viagem também podem ter influenciado a forma como os trabalhos posteriores de Lovecraft descrevem seus personagens e locais. Por exemplo, há uma semelhança entre os poderes dos encantadores tibetanos em As Viagens de Marco Polo e os poderes desencadeados na Colina Sentinela em "The Dunwich Horror". 
Uma das influências literárias mais significativas de Lovecraft foi Edgar Allan Poe, a quem ele descreveu como seu "Deus da Ficção".  A ficção de Poe foi apresentada a Lovecraft quando este tinha oito anos. Seus primeiros trabalhos foram significativamente influenciados pela prosa e pelo estilo de escrita de Poe.  Ele também fez uso extensivo da unidade de efeito de Poe em sua ficção.  Além disso, At the Mountains of Madness cita Poe diretamente e foi influenciado por The Narrative of Arthur Gordon Pym of Nantucket.  Um dos temas principais das duas histórias é discutir a natureza pouco confiável da linguagem como método de expressar significado.  Em 1919, a descoberta das histórias de Lord Dunsany por Lovecraft moveu sua escrita em uma nova direção, resultando em uma série de fantasias. Ao longo de sua vida, Lovecraft referiu-se a Dunsany como o autor que teve maior impacto em sua carreira literária. O resultado inicial dessa influência foi o Dream Cycle, uma série de fantasias que originalmente acontecem na pré-história, mas que depois mudam para um cenário de mundo de sonho.  Em 1930, Lovecraft decidiu que não escreveria mais fantasias Dunsanianas, argumentando que o estilo não era natural para ele.  Além disso, ele também leu e citou Arthur Machen e Algernon Blackwood como influências na década de 1920. 
Além dos autores de terror, Lovecraft foi significativamente influenciado pelos decadentes, pelos puritanos e pelo movimento estético.  Em "H.P. Lovecraft: New England Decadent", Barton Levi St. Armand, professor emérito de estudos ingleses e americanos na Brown University, argumentou que essas três influências se combinaram para definir Lovecraft como escritor.  Ele atribui essa influência tanto às histórias quanto às cartas de Lovecraft, observando que ele cultivou ativamente a imagem de um cavalheiro da Nova Inglaterra em suas cartas.  Enquanto isso, sua influência dos Decadentes e do Movimento Estético decorre de suas leituras de Edgar Allan Poe. A visão estética do mundo e a fixação de Lovecraft no declínio derivam dessas leituras. A ideia de declínio cósmico é descrita como tendo sido a resposta de Lovecraft tanto ao Movimento Estético quanto aos Decadentes do século XIX.  São Armand o descreve como sendo uma combinação do pensamento puritano não teológico e da visão de mundo decadente.  Isto é usado como uma divisão em suas histórias, particularmente em "The Horror at Red Hook", "Pickman's Model" e "The Music of Erich Zann". A divisão entre puritanismo e decadência, argumenta St. Armand, representa uma polarização entre um paraíso artificial e visões oniriscópicas de mundos diferentes. 
Uma inspiração não literária veio dos avanços científicos contemporâneos em biologia, astronomia, geologia e física.  O estudo da ciência por Lovecraft contribuiu para sua visão da raça humana como insignificante, impotente e condenada em um universo materialista e mecanicista.  Lovecraft foi um astrônomo amador entusiasta desde sua juventude, visitando frequentemente o Observatório Ladd em Providence e escrevendo vários artigos astronômicos para seu diário pessoal e jornais locais.  As visões materialistas de Lovecraft o levaram a defender suas visões filosóficas por meio de sua ficção; essas visões filosóficas passaram a ser chamadas de cosmicismo. O cosmicismo assumiu um tom mais pessimista com a criação do que hoje é conhecido como Mitos de Cthulhu, um universo fictício que contém divindades e horrores alienígenas. O termo "Mythos de Cthulhu" provavelmente foi cunhado por escritores posteriores após a morte de Lovecraft.  Em suas cartas, Lovecraft chamava brincando sua mitologia ficcional de "Yog-Sothothery". 
Os sonhos tiveram um papel importante na carreira literária de Lovecraft.  Em 1991, como resultado de seu lugar crescente na literatura americana, pensava-se popularmente que Lovecraft transcreveu extensivamente seus sonhos ao escrever ficção. Porém, a maioria de suas histórias não são sonhos transcritos. Em vez disso, muitos deles são diretamente influenciados por sonhos e fenômenos oníricos. Em suas cartas, Lovecraft frequentemente comparava seus personagens a sonhadores. Eles são descritos como tão indefesos quanto um verdadeiro sonhador que está passando por um pesadelo. Suas histórias também têm qualidades oníricas. As histórias de Randolph Carter desconstroem a divisão entre sonho e realidade. As terras dos sonhos em The Dream-Quest of Unknown Kadath são um mundo de sonhos compartilhado que pode ser acessado por um sonhador sensível. Enquanto isso, em “ The Silver Key ”, Lovecraft menciona o conceito de “sonhos interiores”, que implica a existência de sonhos exteriores. Burleson compara essa desconstrução ao argumento de Carl Jung de que os sonhos são a fonte dos mitos arquetípicos. A maneira de Lovecraft escrever ficção exigia um nível de realismo e elementos oníricos. Citando Jung, Burleson argumenta que um escritor pode criar realismo ao ser inspirado por sonhos. 

## Temas

### Cosmicismo
Agora, todos os meus contos baseiam-se na premissa fundamental de que as leis, os interesses e as emoções humanas comuns não têm validade ou significado no vasto cosmos em geral. Para mim, não há nada além de puerilidade numa história em que a forma humana – e as paixões, condições e padrões humanos locais – são retratados como nativos de outros mundos ou de outros universos. Para alcançar a essência da externalidade real, seja de tempo, espaço ou dimensão, deve-se esquecer que coisas como a vida orgânica, o bem e o mal, o amor e o ódio, e todos os atributos locais de uma raça insignificante e temporária chamada humanidade, têm qualquer existência em tudo. Apenas as cenas e personagens humanos devem ter qualidades humanas. “Isso” deve ser tratado com “realismo” implacável (“não” com “romantismo” barato), mas quando cruzarmos a linha para o ilimitado e hediondo desconhecido – o “assombrado pelas sombras” Lá fora – devemos lembrar-nos de deixar a nossa humanidade e o terrestrialismo no limiar.

— H. P. Lovecraft, em nota ao editor de Weird Tales, sobre o reenvio de "The Call of Cthulhu"
O tema central do corpus de Lovecraft é o cosmicismo. O cosmicismo é uma filosofia literária que argumenta que a humanidade é uma força insignificante no universo. Apesar de parecer pessimista, Lovecraft se considerava um indiferentista cósmico, o que se expressa em sua ficção. Nele, os seres humanos estão frequentemente sujeitos a seres poderosos e outras forças cósmicas, mas essas forças não são tanto malévolas como são indiferentes à humanidade. Ele acreditava em um universo sem sentido, mecânico e indiferente que os seres humanos nunca poderiam compreender completamente. Não há permissão para crenças que não possam ser apoiadas cientificamente.  Lovecraft articulou essa filosofia pela primeira vez em 1921, mas só a incorporou totalmente em sua ficção cinco anos depois. "Dagon", "Beyond the Wall of Sleep" e "The Temple" contêm representações iniciais deste conceito, mas a maioria de seus primeiros contos não analisa o conceito. "Nyarlathotep" interpreta o colapso da civilização humana como sendo um corolário do colapso do universo. “O Chamado de Cthulhu” representa uma intensificação deste tema. Nele, Lovecraft introduz a ideia de influências alienígenas na humanidade, que passou a dominar todas as obras subsequentes.  Nessas obras, Lovecraft expressa o cosmicismo através do uso da confirmação em vez da revelação. Os protagonistas lovecraftianos não aprendem que são insignificantes. Em vez disso, eles já sabem disso e têm isso confirmado por meio de um evento. 

### Conhecimento
A ficção de Lovecraft reflete suas próprias visões ambivalentes em relação à natureza do conhecimento.  Isto se expressa no conceito de conhecimento proibido. Nas histórias de Lovecraft, a felicidade só é alcançável através da feliz ignorância. Tentar saber coisas que não deveriam ser conhecidas leva a danos e perigos psicológicos. Este conceito se cruza com diversas outras ideias. Isto inclui a ideia de que a realidade visível é uma ilusão que mascara a horrível realidade verdadeira. Da mesma forma, também existem intersecções com os conceitos de civilizações antigas que exercem uma influência maligna sobre a humanidade e a filosofia geral do cosmismo.  Segundo Lovecraft, o autoconhecimento pode trazer a ruína para quem o busca. Esses buscadores se tornariam conscientes de sua própria insignificância no cosmos mais amplo e seriam incapazes de suportar o peso desse conhecimento. O horror lovecraftiano não é alcançado através de fenômenos externos. Em vez disso, é alcançado através do impacto psicológico internalizado que o conhecimento tem sobre os seus protagonistas. "The Call of Cthulhu", The Shadow over Innsmouth e The Shadow Out of Time apresentam protagonistas que vivenciam o horror externo e interno através da aquisição de autoconhecimento.  The Case of Charles Dexter Ward também reflete isso. Um dos seus temas centrais é o perigo de saber demasiado sobre a história da família. Charles Dexter Ward, o protagonista, se envolve em pesquisas históricas e genealógicas que acabam levando à loucura e à sua própria autodestruição. 

### Declínio da civilização
Durante grande parte de sua vida, Lovecraft ficou fixado nos conceitos de declínio e decadência. Mais especificamente, ele pensava que o Ocidente estava num estado de declínio terminal.  A partir da década de 1920, Lovecraft familiarizou-se com o trabalho do teórico conservador-revolucionário alemão Oswald Spengler, cuja tese pessimista da decadência do Ocidente moderno formou um elemento crucial na visão de mundo antimoderna geral de Lovecraft.  As imagens spenglerianas de decadência cíclica são um tema central em At the Mountains of Madness. S.T. Joshi, em HP Lovecraft: The Decline of the West, coloca Spengler no centro de sua discussão sobre as ideias políticas e filosóficas de Lovecraft. Segundo ele, a ideia de declínio é a ideia única que permeia e conecta sua filosofia pessoal. A principal influência spengleriana sobre Lovecraft foi a sua visão de que a política, a economia, a ciência e a arte são aspectos interdependentes da civilização. Essa percepção o levou a abandonar sua ignorância pessoal sobre os desenvolvimentos políticos e econômicos então atuais após 1927.  Lovecraft desenvolveu a sua ideia do declínio ocidental de forma independente, mas Spengler deu-lhe uma estrutura clara. 

### Ciência
Lovecraft mudou o terror sobrenatural de seu foco anterior nas questões humanas para um foco nas questões cósmicas. Dessa forma, ele fundiu os elementos da ficção sobrenatural que considerava cientificamente viáveis com a ficção científica. Essa fusão exigiu uma compreensão tanto do horror sobrenatural quanto da ciência então contemporânea.  Lovecraft usou esse conhecimento combinado para criar histórias que fazem referência extensiva às tendências do desenvolvimento científico. Começando com "The Shunned House", Lovecraft incorporou cada vez mais elementos da ciência einsteiniana e de seu materialismo pessoal em suas histórias. Isso se intensificou com a escrita de "The Call of Cthulhu", onde ele retratou influências alienígenas na humanidade. Essa tendência continuou ao longo do restante de sua carreira literária. "The Color Out of Space" representa o que os estudiosos chamam de pico desta tendência. Retrata uma forma de vida alienígena cuja alteridade impede que seja definida pela ciência então contemporânea. 
Outra parte desse esforço foi o uso repetido da matemática em um esforço para fazer com que suas criaturas e cenários parecessem mais estranhos. Tom Hull, um matemático, considera que isto aumenta a sua capacidade de invocar um sentimento de alteridade e medo. Ele atribui esse uso da matemática ao interesse infantil de Lovecraft pela astronomia e à sua consciência adulta da geometria não-euclidiana.  Outra razão para o uso da matemática foi sua reação aos desenvolvimentos científicos de sua época. Estes desenvolvimentos convenceram-no de que o principal meio da humanidade para compreender o mundo já não era confiável. O uso da matemática por Lovecraft em sua ficção serve para converter elementos de outra forma sobrenaturais em coisas que têm explicações científicas no universo. "The Dreams in the Witch House" e The Shadow Out of Time têm elementos disso. O primeiro usa uma bruxa e seu familiar, enquanto o último usa a ideia de transferência de mente. Esses elementos são explicados por meio de teorias científicas que prevaleceram durante a vida de Lovecraft. 

### Lovecraft Country
O cenário desempenha um papel importante na ficção de Lovecraft. Uma versão ficcional da Nova Inglaterra serve como centro central para seus mitos, chamada de "Lovecraft Country" por comentaristas posteriores. Representa a história, a cultura e o folclore da região, conforme interpretado por Lovecraft. Esses atributos são exagerados e alterados para proporcionar um cenário adequado para suas histórias. Os nomes dos locais da região foram diretamente influenciados pelos nomes dos locais reais da região, o que foi feito para aumentar o seu realismo.  As histórias de Lovecraft usam suas conexões com a Nova Inglaterra para se imbuírem da capacidade de incutir medo.  Lovecraft foi inspirado principalmente nas cidades e vilas de Massachusetts. No entanto, a localização específica de Lovecraft Country é variável, pois se movia de acordo com as necessidades literárias de Lovecraft. Começando com áreas que considerava evocativas, Lovecraft as redefiniu e exagerou sob nomes fictícios. Por exemplo, Lovecraft baseou Arkham na cidade de Oakham e expandiu-o para incluir um marco próximo.  Sua localização foi mudada, pois Lovecraft decidiu que ela teria sido destruída pelo recém-construído Reservatório Quabbin. Isso é mencionado em "The Color Out of Space", já que a "charneca destruída" é submersa pela criação de uma versão ficcional do reservatório.  Da mesma forma, as outras cidades de Lovecraft foram baseadas em outros locais de Massachusetts. Innsmouth foi baseada em Newburyport, e Dunwich foi baseada em Greenwich. As vagas localizações dessas cidades também contribuíram para o desejo de Lovecraft de criar um clima em suas histórias. Na sua opinião, um estado de espírito só pode ser evocado através da leitura. 

## Recepção crítica

### Literário
Os primeiros esforços para revisar uma visão literária estabelecida de Lovecraft como autor de "pulp" foram resistidos por alguns críticos eminentes; em 1945, Edmund Wilson zombou: "o único horror real na maioria dessas ficções é o horror do mau gosto e da má arte". No entanto, Wilson elogiou a capacidade de Lovecraft de escrever sobre a área escolhida; ele o descreveu como tendo escrito sobre isso "com muita inteligência".  De acordo com L. Sprague de Camp, Wilson mais tarde melhorou sua opinião sobre Lovecraft, citando um relato de David Chavchavadze de que Wilson incluiu uma referência Lovecraftiana em Little Blue Light: A Play in Three Acts. Depois que Chavchavadze se encontrou com ele para discutir isso, Wilson revelou que estava lendo uma cópia da correspondência de Lovecraft. [f]  Dois anos antes da crítica de Wilson, os trabalhos de Lovecraft foram revisados por Winfield Townley Scott, o editor literário do The Providence Journal. Ele argumentou que Lovecraft foi um dos autores mais importantes de Rhode Island e que era lamentável que ele recebesse pouca atenção da crítica tradicional da época.  O colunista de Mistério e Aventura Will Cuppy, do New York Herald Tribune, recomendou aos leitores um volume de histórias de Lovecraft em 1944, afirmando que "a literatura de terror e fantasia macabra pertence ao mistério em seu sentido mais amplo". 
Em 1957, Floyd C. Gale da Galaxy Science Fiction disse que Lovecraft era comparável a Robert E. Howard, afirmando que "eles parecem mais prolíficos do que nunca", observando o uso de L. Sprague de Camp, Björn Nyberg e August Derleth de suas criações. Ele disse que "Lovecraft, na melhor das hipóteses, poderia criar um clima de terror insuperável; na pior das hipóteses, ele era ridículo".  Em 1962, Colin Wilson, em sua pesquisa sobre tendências anti-realistas na ficção The Strength to Dream, citou Lovecraft como um dos pioneiros do "ataque à racionalidade" e o incluiu com M. R. James, H. G. Wells, Aldous Huxley, J. R. R. Tolkien e outros como um dos construtores de realidades mitificadas lutando contra o que ele considerava o projeto fracassado do realismo literário.  Posteriormente, Lovecraft começou a adquirir o status de escritor cult na contracultura da década de 1960, e as reimpressões de sua obra proliferaram. 
Michael Dirda, crítico do The Times Literary Supplement, descreveu Lovecraft como um "visionário" que é "justamente considerado atrás apenas de Edgar Allan Poe nos anais da literatura sobrenatural americana". Segundo ele, as obras de Lovecraft provam que a humanidade não pode suportar o peso da realidade, pois a verdadeira natureza da realidade não pode ser compreendida nem pela ciência nem pela história. Além disso, Dirda elogia a capacidade de Lovecraft de criar uma atmosfera misteriosa. Essa atmosfera é criada através do sentimento de injustiça que permeia os objetos, lugares e pessoas nas obras de Lovecraft. Ele também comenta favoravelmente a correspondência de Lovecraft e o compara a Horace Walpole. É dada especial atenção à sua correspondência com August Derleth e Robert E. Howard. As cartas de Derleth são chamadas de "encantadoras", enquanto as cartas de Howard são descritas como um debate ideológico. No geral, Dirda acredita que as cartas de Lovecraft são iguais ou melhores que sua produção ficcional. 
O revisor da Los Angeles Review of Books, Nick Mamatas, afirmou que Lovecraft foi um autor particularmente difícil, e não ruim. Ele descreveu Lovecraft como sendo "perfeitamente capaz" nas áreas de lógica de história, ritmo, inovação e geração de frases citáveis. No entanto, a dificuldade de Lovecraft o tornou inadequado para os pulps; ele foi incapaz de competir com os populares protagonistas recorrentes e histórias de donzelas em perigo. Além disso, comparou um parágrafo de A Sombra Perdida no Tempo com um parágrafo da introdução de As Consequências Económicas da Paz. Na opinião de Mamatas, a qualidade de Lovecraft é obscurecida por sua dificuldade, e sua habilidade é o que permitiu que seus seguidores sobrevivessem aos seguidores de outros autores então proeminentes, como Seabury Quinn e Kenneth Patchen. 
Em 2005, a Biblioteca da América publicou um volume com as obras de Lovecraft. Este volume foi revisado por muitas publicações, incluindo The New York Times Book Review e The Wall Street Journal, e vendeu 25.000 cópias em um mês após o lançamento. A recepção crítica geral do volume foi mista.  Vários estudiosos, incluindo S.T. Joshi e Alison Sperling, disseram que isto confirma o lugar de HP Lovecraft no cânone ocidental. [213] Os editores de The Age of Lovecraft, Carl H. Sederholm e Jeffrey Andrew Weinstock, atribuíram o aumento do interesse popular e acadêmico em Lovecraft a este volume, junto com os volumes Penguin Classics e a edição Modern Library de At the Mountains of Madness. Esses volumes levaram a uma proliferação de outros volumes contendo obras de Lovecraft. Segundo os dois autores, esses volumes fazem parte de uma tendência de recepção popular e acadêmica de Lovecraft: o aumento da atenção de um público faz com que o outro também fique mais interessado. O sucesso de Lovecraft é, em parte, resultado de seu sucesso. 
O estilo de Lovecraft tem sido frequentemente sujeito a críticas,  mas estudiosos como S.T. Joshi argumentaram que Lovecraft utilizou conscientemente uma variedade de recursos literários para formar um estilo único próprio - incluindo ritmo poético em prosa, fluxo de consciência, aliteração e arcaísmo consciente.  De acordo com Joyce Carol Oates, Lovecraft e Edgar Allan Poe exerceram uma influência significativa em escritores posteriores do gênero terror.  O autor de terror Stephen King chamou Lovecraft de "o maior praticante do conto de terror clássico do século XX".  King afirmou em seu livro semi-autobiográfico de não ficção Danse Macabre que Lovecraft foi responsável por seu próprio fascínio pelo horror e pelo macabro e foi a maior influência em sua escrita. 

### Filosófico
Os escritos de Lovecraft influenciaram o movimento filosófico realista especulativo durante o início do século XXI. Os quatro fundadores do movimento, Ray Brassier, Iain Hamilton Grant, Graham Harman e Quentin Meillassoux, citaram Lovecraft como inspiração para suas visões de mundo.  Graham Harman escreveu uma monografia, Weird Realism: Lovecraft and Philosophy, sobre Lovecraft e filosofia. Nele, ele argumenta que Lovecraft era um autor “producionista”. Ele descreve Lovecraft como um autor obcecado pelas lacunas do conhecimento humano.  Ele vai além e afirma que a filosofia pessoal de Lovecraft está em oposição tanto ao idealismo quanto a David Hume. Na sua visão, Lovecraft se assemelha a Georges Braque, Pablo Picasso, e Edmund Husserl em sua divisão dos objetos em diferentes partes que não esgotam os significados potenciais do todo. O anti-idealismo de Lovecraft é representado através do seu comentário sobre a incapacidade da linguagem para descrever os seus horrores.  Harman também credita a Lovecraft partes inspiradoras de sua própria articulação da ontologia orientada a objetos.  De acordo com a estudiosa de Lovecraft, Alison Sperling, esta interpretação filosófica da ficção de Lovecraft fez com que outros filósofos da tradição de Harmon escrevessem sobre Lovecraft. Esses filósofos procuram remover a percepção humana e a vida humana dos fundamentos da ética. Esses estudiosos usaram as obras de Lovecraft como exemplo central de sua visão de mundo. Eles baseiam esse uso nos argumentos de Lovecraft contra o antropocentrismo e a capacidade da mente humana de compreender verdadeiramente o universo. Eles também desempenharam um papel na melhoria da reputação literária de Lovecraft, concentrando-se em sua interpretação da ontologia, o que lhe confere uma posição central nos estudos do Antropoceno. 

## Legado

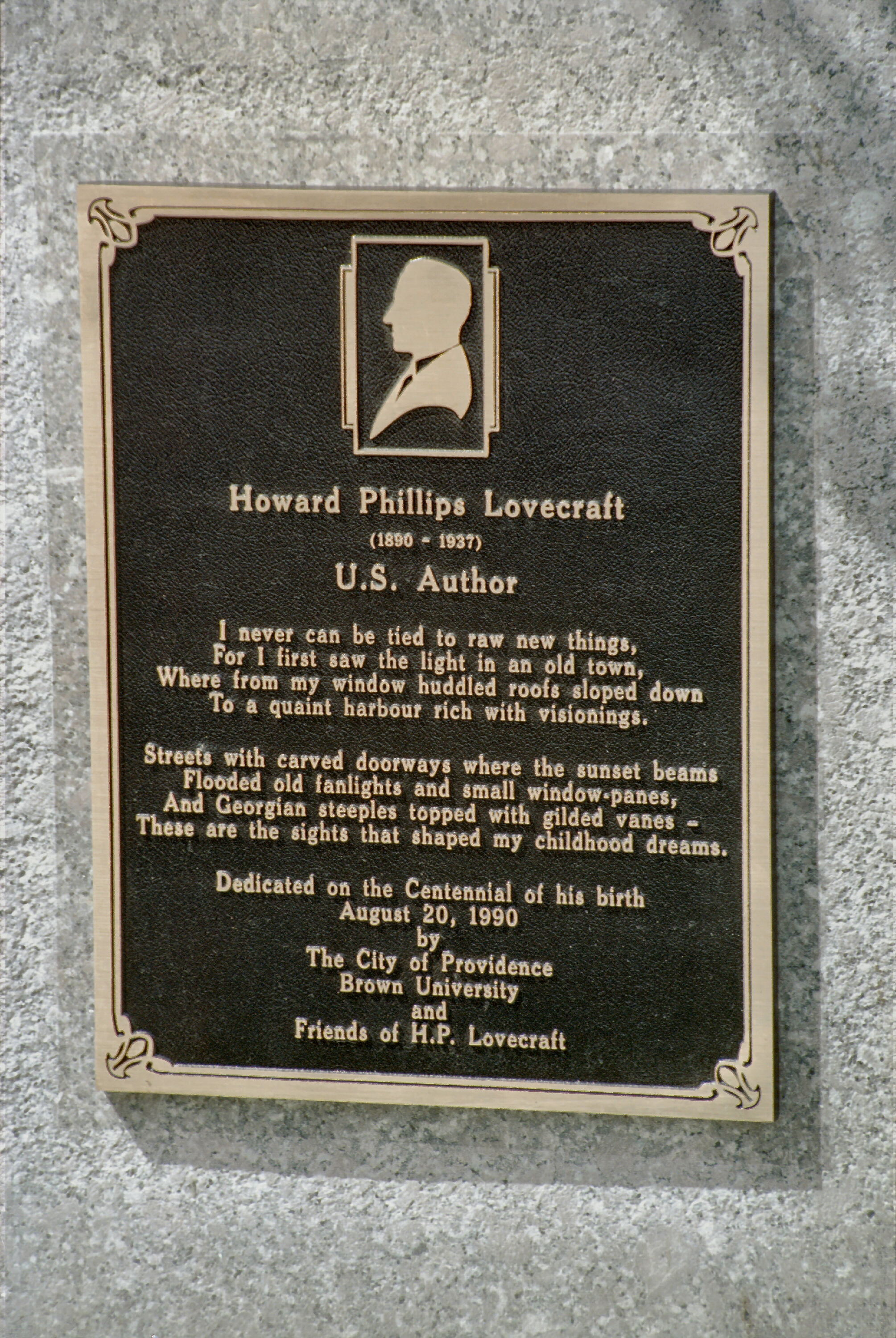
Placa memorial de H.P. Lovecraft na 22 Prospect Street em Providence. Retrato do silhuetatista E. J. Perry.

Lovecraft foi relativamente desconhecido durante sua vida. Embora suas histórias aparecessem em revistas populares de destaque, como Weird Tales, poucas pessoas sabiam seu nome.  Ele, no entanto, se correspondia regularmente com outros escritores contemporâneos, como Clark Ashton Smith e August Derleth,  que se tornaram seus amigos, embora nunca os tenha conhecido pessoalmente. Este grupo ficou conhecido como "Círculo de Lovecraft", uma vez que seus escritos emprestaram livremente os motivos de Lovecraft, com seu incentivo. Ele pegou emprestado deles também. Por exemplo, ele fez uso de Tsathoggua de Clark Ashton Smith em The Mound. 
Após a morte de Lovecraft, o Círculo de Lovecraft continuou. August Derleth fundou a Arkham House com Donald Wandrei para preservar as obras de Lovecraft e mantê-las impressas.  Ele acrescentou e expandiu a visão de Lovecraft, não sem controvérsia.  Enquanto Lovecraft considerava seu panteão de deuses alienígenas um mero enredo, Derleth criou uma cosmologia inteira, completa com uma guerra entre os bons Deuses Anciões e os maus Deuses Exteriores, como Cthulhu e sua turma. As forças do bem deveriam ter vencido, prendendo Cthulhu e outros sob a terra, o oceano e outros lugares. As histórias do Mito de Cthulhu de Derleth passaram a associar diferentes deuses aos quatro elementos tradicionais de fogo, ar, terra e água, o que não se alinhava com a visão original de Lovecraft de seu mito. No entanto, a propriedade da Arkham House por Derleth deu-lhe uma posição de autoridade em Lovecraftiana que não se dissipou até sua morte, e através dos esforços dos estudiosos de Lovecraft na década de 1970. 
As obras de Lovecraft influenciaram muitos escritores e outros criadores. Stephen King citou Lovecraft como uma grande influência em suas obras. Quando criança, na década de 1960, ele se deparou com um volume de obras de Lovecraft que o inspirou a escrever sua ficção. Ele prossegue argumentando que todas as obras do gênero terror que foram escritas depois de Lovecraft foram influenciadas por ele.  No campo dos quadrinhos, Alan Moore descreveu Lovecraft como uma influência formativa em suas histórias em quadrinhos.  Os filmes do diretor de cinema John Carpenter incluem referências diretas e citações da ficção de Lovecraft, além do uso de estética e temas lovecraftianos. Guillermo del Toro foi igualmente influenciado pelo corpus de Lovecraft. 
O primeiro World Fantasy Awards foi realizado em Providence em 1975. O tema foi "O Círculo de Lovecraft". Até 2015, os vencedores eram presenteados com um busto alongado de Lovecraft desenhado pelo cartunista Gahan Wilson, apelidado de "Howard".  Em novembro de 2015, foi anunciado que o troféu do World Fantasy Award não seria mais inspirado no H.P. Lovecraft em resposta às opiniões do autor sobre raça.  Depois que o World Fantasy Award abandonou sua conexão com Lovecraft, The Atlantic comentou que "No final, Lovecraft ainda vence - as pessoas que nunca leram uma página de seu trabalho ainda saberão quem é Cthulhu nos próximos anos, e seu legado viverá. na obra de Stephen King, Guillermo del Toro e Neil Gaiman." 
Em 2016, Lovecraft foi incluído no Hall da Fama de Ficção Científica e Fantasia do Museu de Cultura Pop.  Três anos depois, Lovecraft e os outros autores do Cthulhu Mythos foram condecorados postumamente com o Prêmio Retro-Hugo de Melhor Série de 1945 por suas contribuições a ele. 

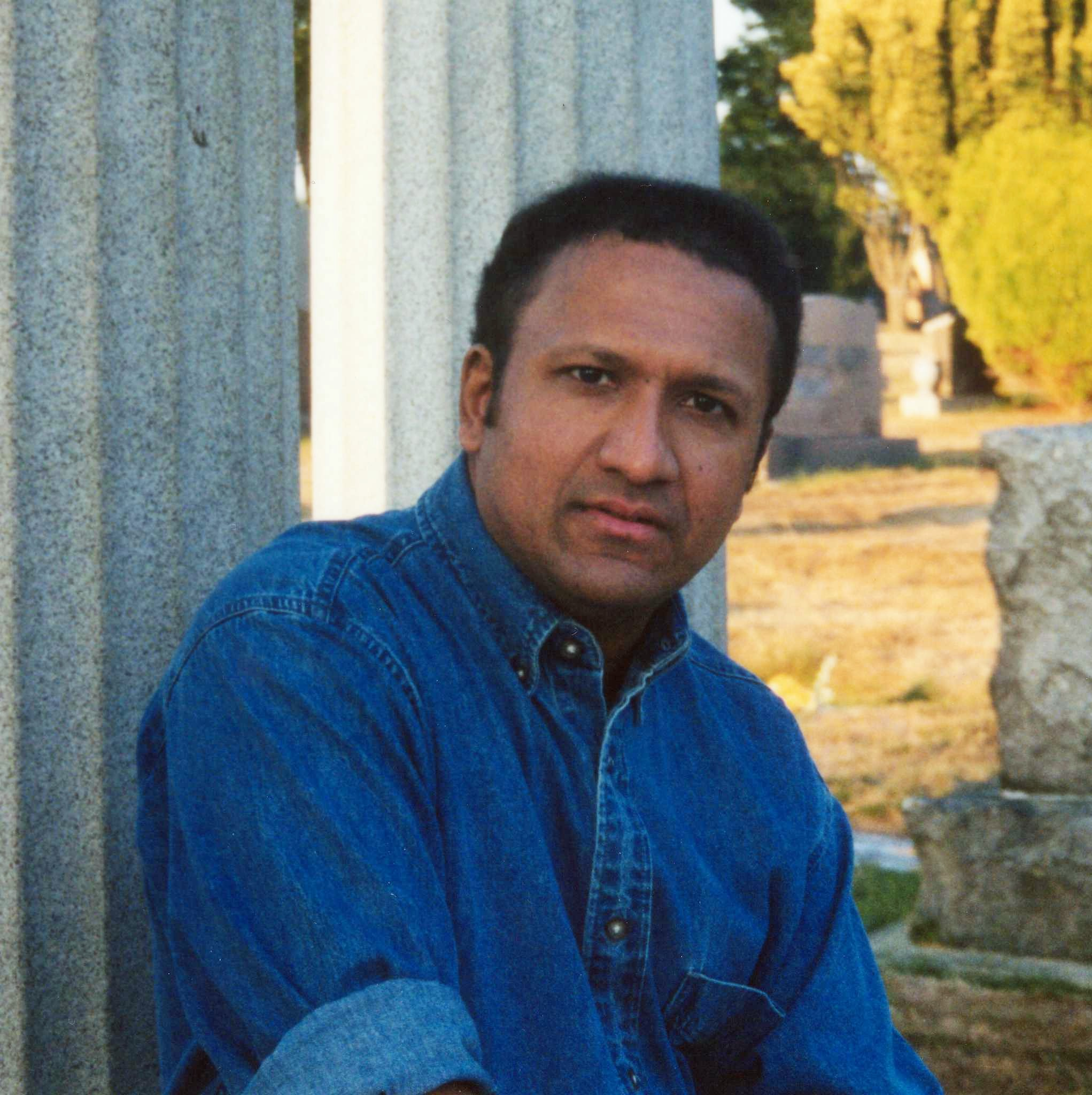
S.T. Joshi em 2002

### Estudos de Lovecraft
A partir do início da década de 1970, um conjunto de trabalhos acadêmicos começou a surgir em torno da vida e da obra de Lovecraft. Referidos como estudos de Lovecraft, seus proponentes procuraram estabelecer Lovecraft como um autor significativo no cânone literário americano. Isso pode ser atribuído à preservação e disseminação da ficção, não-ficção e cartas de Lovecraft por Derleth através da Arkham House. Joshi credita o desenvolvimento da área a esse processo. No entanto, foi prejudicado por edições de baixa qualidade e interpretações errôneas da visão de mundo de Lovecraft. Após a morte de Derleth em 1971, a bolsa entrou em uma nova fase. Houve um impulso para criar uma biografia de Lovecraft em livro. L. Sprague de Camp, um estudioso de ficção científica, escreveu o primeiro grande livro em 1975. Esta biografia foi criticada pelos primeiros estudiosos de Lovecraft por sua falta de mérito acadêmico e por sua falta de simpatia pelo assunto. Apesar disso, desempenhou um papel significativo na ascensão literária de Lovecraft. Expôs Lovecraft à corrente principal da crítica literária americana. Durante o final da década de 1970 e início da década de 1980, houve uma divisão no campo entre os "tradicionalistas derlethianos" que desejavam interpretar Lovecraft através das lentes da literatura de fantasia e os estudiosos mais novos que desejavam dar maior atenção à totalidade de seu corpus. 
As décadas de 1980 e 1990 viram uma nova proliferação do campo. A Conferência do Centenário de HP Lovecraft de 1990 e a republicação de ensaios mais antigos em An Epicure in the Terrible representaram a publicação de muitos estudos básicos que foram usados como base para estudos futuros. O centenário de 1990 também viu a instalação da "Placa Memorial HP Lovecraft" em um jardim adjacente à Biblioteca John Hay, que apresenta um retrato do silhuetalista E.J. Perry.  Depois disso, em 1996, ST Joshi escreveu sua própria biografia de Lovecraft. Esta biografia recebeu críticas positivas e se tornou a principal biografia da área. Desde então, foi substituído por sua edição expandida do livro, I am Providence, em 2010. 
A melhoria da reputação literária de Lovecraft fez com que suas obras recebessem cada vez mais atenção tanto de editores de clássicos quanto de fãs acadêmicos.  Suas obras foram publicadas em diversas séries de clássicos literários. A Penguin Classics publicou três volumes das obras de Lovecraft entre 1999 e 2004. Esses volumes foram editados por S.T. Joshi.  A Barnes & Noble publicou seu próprio volume de ficção completa de Lovecraft em 2008. A Biblioteca da América publicou um volume das obras de Lovecraft em 2005. A publicação destes volumes representou uma inversão do julgamento tradicional de que Lovecraft não fazia parte do cânone ocidental.  Enquanto isso, a convenção bianual NecronomiCon Providence foi realizada pela primeira vez em 2013. Seu objetivo é servir como uma convenção acadêmica e de fãs que discuta tanto Lovecraft quanto o campo mais amplo da ficção estranha. É organizado pela organização Lovecraft Arts and Sciences e acontece no fim de semana do nascimento de Lovecraft.  Em julho daquele ano, a Câmara Municipal de Providence designou a "Praça Memorial H.P. Lovecraft" e instalou uma placa comemorativa no cruzamento das ruas Angell e Prospect, perto das antigas residências do autor. 

### Música
Os mitos ficcionais de Lovecraft influenciaram vários músicos, particularmente no rock e no heavy metal.  Isto começou na década de 1960 com a formação da banda de rock psicodélico H.P. Lovecraft, que lançou os álbuns HP Lovecraft e HP Lovecraft II em 1967 e 1968 respectivamente.  Eles se separaram depois, mas músicas posteriores foram lançadas. Isso incluiu "The White Ship" e "At the Mountains of Madness", ambos intitulados após histórias de Lovecraft.  O metal extremo também foi influenciado por Lovecraft.  Isso se expressou tanto nos nomes das bandas quanto no conteúdo de seus álbuns. Isso começou em 1970 com o lançamento do primeiro álbum homônimo do Black Sabbath, que continha uma canção intitulada "Behind the Wall of Sleep", cujo nome deriva da história de 1919 "Beyond the Wall of Sleep".  A banda de heavy metal Metallica também foi inspirada em Lovecraft. Eles gravaram uma música inspirada em "The Call of Cthulhu" intitulada "The Call of Ktulu", e uma música baseada em The Shadow over Innsmouth intitulada "The Thing That Should Not Be".  Este último contém citações diretas das obras de Lovecraft.  Joseph Norman, um estudioso especulativo, argumentou que existem semelhanças entre a música descrita na ficção de Lovecraft e a estética e atmosfera do black metal. Ele argumenta que isso é evidente através das qualidades "animalísticas" dos vocais do black metal. O uso de elementos ocultos também é citado como um tema em comum. Em termos de atmosfera, ele afirma que tanto as obras de Lovecraft quanto o metal extremo colocam grande foco na criação de um forte clima negativo. 

### Videogames
Lovecraft também influenciou os jogos, apesar de não ter gostado pessoalmente de jogos durante sua vida.  O RPG de mesa da Chaosium, Call of Cthulhu, lançado em 1981 e atualmente em sua sétima edição principal, foi um dos primeiros jogos a se inspirar fortemente em Lovecraft.  Inclui uma mecânica de insanidade inspirada em Lovecraft, que permitiu que os personagens dos jogadores enlouquecessem ao entrar em contato com horrores cósmicos. Essa mecânica passou a aparecer em jogos de mesa e videogames subsequentes.  1987 viu o lançamento de outro jogo de tabuleiro Lovecraftiano, Arkham Horror, publicado pela Fantasy Flight Games.  Embora poucos jogos de tabuleiro Lovecraftianos subsequentes tenham sido lançados anualmente de 1987 a 2014, os anos após 2014 viram um rápido aumento no número de jogos de tabuleiro Lovecraftianos. Segundo Christina Silva, este renascimento pode ter sido influenciado pela entrada da obra de Lovecraft no domínio público e pelo renascimento do interesse pelos jogos de tabuleiro.  Poucos videogames são adaptações diretas das obras de Lovecraft, mas muitos videogames foram inspirados ou fortemente influenciados por Lovecraft.  Call of Cthulhu: Dark Corners of the Earth, um videogame Lovecraftiano em primeira pessoa, foi lançado em 2005.  É uma adaptação solta de The Shadow over Innsmouth, The Shadow Out of Time e "The Thing on the Doorstep" que usa temas noir.  Essas adaptações se concentram mais nos monstros e na gamificação de Lovecraft do que em seus temas, o que representa uma ruptura com o tema central de Lovecraft, a insignificância humana. 

### Religião e ocultismo
Várias religiões contemporâneas foram influenciadas pelas obras de Lovecraft. Kenneth Grant, o fundador da Ordem Tifoniana, incorporou os Mitos de Cthulhu em seu sistema ritual e oculto. Grant combinou seu interesse pela ficção de Lovecraft com sua adesão à Thelema de Aleister Crowley. A Ordem Tifoniana considera as entidades Lovecraftianas como símbolos através dos quais as pessoas podem interagir com algo desumano.  Grant também argumentou que o próprio Crowley foi influenciado pelos escritos de Lovecraft, particularmente na nomeação dos personagens de O Livro da Lei.  Da mesma forma, The Satanic Rituals, co-escrito por Anton LaVey e Michael A. Aquino, inclui a "Cerimônia dos Nove Ângulos", que é um ritual que foi influenciado pelas descrições em "Os Sonhos na Casa das Bruxas". Ele contém invocações de vários deuses fictícios de Lovecraft. 
Vários livros afirmam ser uma edição autêntica do Necronomicon de Lovecraft.  O Simon Necronomicon é um exemplo. Foi escrito por uma figura desconhecida que se identificou como "Simon". Peter Levenda, um autor ocultista que escreveu sobre o Necronomicon, afirma que ele e “Simon” encontraram uma tradução grega oculta do grimório enquanto examinavam uma coleção de antiguidades em uma livraria de Nova York durante as décadas de 1960 ou 1970.  Afirmava-se que este livro trazia o selo do Necronomicon . Levenda afirmou que Lovecraft teve acesso a este suposto pergaminho.  Uma análise textual determinou que o conteúdo deste livro foi derivado de vários documentos que discutem o mito e a magia da Mesopotâmia. A descoberta de um texto mágico por monges também é um tema comum na história dos grimórios.  Foi sugerido que Levenda é o verdadeiro autor do Simon Necronomicon. 

## Correspondências
Embora Lovecraft seja conhecido principalmente por suas obras de ficção estranha, a maior parte de seus escritos consiste em cartas volumosas sobre uma variedade de tópicos, desde ficção estranha e crítica de arte até política e história.  Os biógrafos de Lovecraft, L. Sprague de Camp e S.T. Joshi, estimaram que Lovecraft escreveu 100.000 cartas durante sua vida, um quinto das quais acredita-se que tenha sobrevivido.  Essas cartas foram dirigidas a colegas escritores e membros da imprensa amadora. Seu envolvimento neste último foi o que o levou a começar a escrevê-los.  Ele incluiu elementos cômicos nessas cartas. Isso incluía se passar por um cavalheiro do século XVIII e assiná-los com pseudônimos, mais comumente "Vovô Theobald" e "E'ch-Pi-El". [g] De acordo com Joshi, os conjuntos de cartas mais importantes foram aqueles escritos para Frank Belknap Long, Clark Ashton Smith e James F. Morton. Ele atribui essa importância ao conteúdo dessas cartas. Com Long, Lovecraft argumentou em apoio e em oposição a muitos dos pontos de vista de Long. As cartas para Smith são caracterizadas por seu foco em ficção estranha. Lovecraft e Morton debateram muitos assuntos acadêmicos em suas cartas, resultando no que Joshi chamou de "a maior correspondência que Lovecraft já escreveu". 

## Direitos autorais e outras questões legais

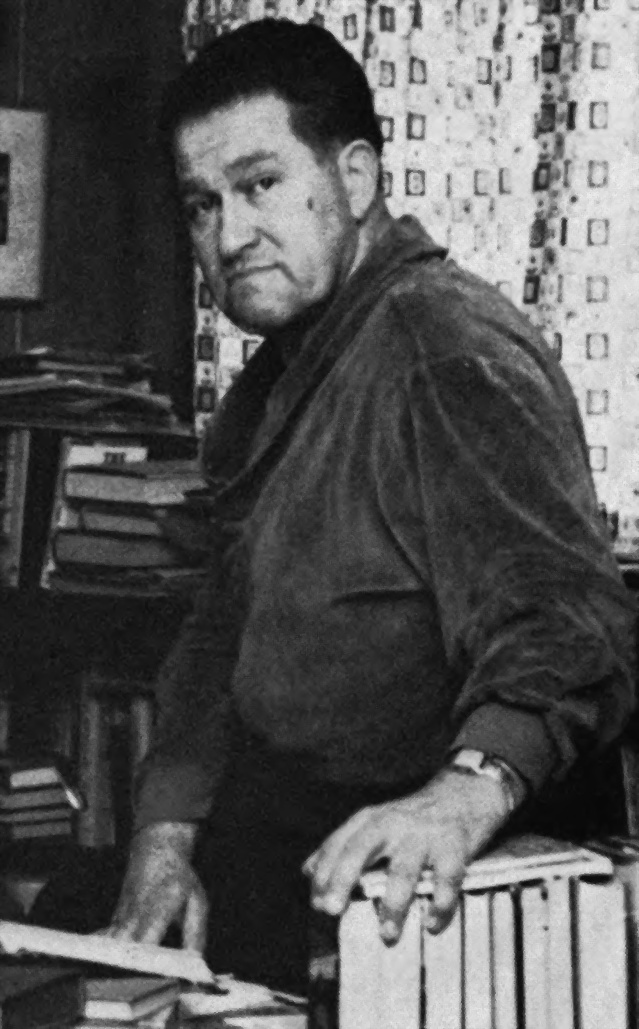
August Derleth em 1962

Apesar de várias alegações em contrário, atualmente não há evidências de que qualquer empresa ou indivíduo detenha os direitos autorais de qualquer uma das obras de Lovecraft, e é geralmente aceito que ela tenha passado para o domínio público.  Lovecraft especificou que R. H. Barlow serviria como executor de seu patrimônio literário,  mas essas instruções não foram incorporadas em seu testamento. No entanto, sua tia sobrevivente realizou seus desejos expressos, e Barlow recebeu o controle do patrimônio literário de Lovecraft após sua morte. Barlow depositou a maior parte dos documentos, incluindo a volumosa correspondência, na Biblioteca John Hay, e tentou organizar e manter os outros escritos de Lovecraft.  O protegido de Lovecraft, August Derleth, um escritor mais velho e estabelecido que Barlow, disputou o controle do patrimônio literário. Ele e Donald Wandrei, colega protegido e coproprietário da Arkham House, alegaram falsamente que Derleth era o verdadeiro executor literário.  Barlow capitulou e mais tarde cometeu suicídio em 1951.  Isso deu a Derleth e Wandrei controle total sobre o corpus de Lovecraft. 
Em 9 de outubro de 1947, Derleth comprou todos os direitos das histórias que foram publicadas na Weird Tales. No entanto, desde abril de 1926, o mais tardar, Lovecraft reservou todos os direitos de segunda impressão das histórias publicadas em Weird Tales. Portanto, Weird Tales detinha apenas os direitos de no máximo seis contos de Lovecraft. Se Derleth obteve legalmente os direitos autorais desses contos, não há evidências de que eles tenham sido renovados antes que os direitos expirassem.  Após a morte de Derleth em 1971, Donald Wandrei processou seu espólio para desafiar o testamento de Derleth, que afirmava que ele apenas detinha os direitos autorais e royalties das obras de Lovecraft que foram publicadas em seu nome e no de Derleth. O advogado da Arkham House, Forrest D. Hartmann, argumentou que os direitos das obras de Lovecraft nunca foram renovados. Wandrei ganhou o caso, mas as ações da Arkham House em relação aos direitos autorais prejudicaram sua capacidade de reivindicar a propriedade deles. 
Em H.P. Lovecraft: A Life, S.T. Joshi conclui que as afirmações de Derleth são "quase certamente fictícias" e argumenta que a maioria dos trabalhos de Lovecraft que foram publicados na imprensa amadora são provavelmente de domínio público. Os direitos autorais das obras de Lovecraft teriam sido herdados pelo único herdeiro sobrevivente nomeado em seu testamento de 1912, sua tia Annie Gamwell.  Quando ela morreu em 1941, os direitos autorais passaram para seus descendentes restantes, Ethel Phillips Morrish e Edna Lewis. Eles assinaram um documento, às vezes chamado de presente de Morrish-Lewis, permitindo que a Arkham House republicasse as obras de Lovecraft, mantendo a propriedade dos direitos autorais.  As pesquisas na Biblioteca do Congresso não encontraram qualquer evidência de que esses direitos autorais foram renovados após o período de 28 anos, tornando provável que essas obras sejam de domínio público.  No entanto, o espólio literário de Lovecraft, reconstituído em 1998 sob Robert C. Harrall, afirmou ser o proprietário dos direitos. Eles estão sediados em Providence desde 2009 e têm concedido os direitos das obras de Lovecraft a diversas editoras. As suas reivindicações foram criticadas por estudiosos, como Chris J. Karr, que argumentou que os direitos não foram renovados.  Joshi retirou o apoio à sua conclusão e agora apoia as reivindicações de direitos autorais do espólio.